# コンフィデンスマンJP
『コンフィデンスマンJP』は、2018年4月9日から6月11日まで、フジテレビ系「月9」枠にて放送されたテレビドラマ。主演は11年ぶり月9枠主演の長澤まさみで月9枠単独主演は初めてとなる。
その後シリーズ化され、映画、スペシャルドラマ、スピンオフドラマなどが制作されている。
また、当作品は古沢の脚本を元に日本版「JP」に加え韓国版『コンフィデンスマンKR』、中国版『コンフィデンスマンCN』の同時制作が決定している。
ダー子・ボクちゃん・リチャードの3人を中心としたコンフィデンスマン（信用詐欺師）たちのチームが、悪徳企業のドンやマフィアのボスなど欲望にまみれた金の亡者達から、あらゆる手段を使って金を騙し取るストーリー。

## 登場人物

### コンフィデンスマン
様々な手口を使い、悪徳な方法で大金を稼ぐ者から巨額のカネを騙し取る詐欺師達。但し、決してただの悪党や犯罪者ではなく、「オサカナ」は弱者に不利益をもたらす悪徳商法の他、反社会的組織の人間と結託した違法行為等で巨額の富を築いたトップがほとんどであり、基本的に一般人には手を出さない。また、騙したターゲットに潰された店等に手に入れたお金を寄付する等、義賊的な一面も持つ。
3人の中の掟として、「万が一、命の危機に陥る事態が起こっても助け合わない」というものがあるが、結局は事前に仕掛けていたトリック等で助け合っている。
また、多くの「子猫ちゃんたち」と呼ばれる手下を抱えており、手に入れた金の一部を報酬として受け取る代わりに、ターゲットの情報収集からエキストラ、直接近付いての入れ知恵等、様々な形でサポートをする。が、手に入れたお金は経費及び子猫ちゃんたちへの支払いを優先としているため、規模や期間によっては元締めであるコンフィデンスマン達の取り分がわずかや赤字になるケースも多い。
ダー子
演 - 長澤まさみ（幼少時: 溝口咲來）
本作のメイン主人公。天才的な頭脳と抜群の集中力で、どんなに難解な専門知識も短期間でマスターし、様々な役柄の人物に簡単になりきる事が出来る。さらに、ある程度その筋の人間を騙し切れる程度に高いレベルで会得できる。一方でハニートラップの才能は全く無く、ボクちゃんからも色気についてはエロババア呼ばわり等、酷評されている（第4話にてターゲットの俵屋に誘惑しようとするもバイである彼に見向きもされず、挙句の果てには男のボクちゃんにも敗北してしまった）。普段の振る舞いはエキセントリックそのものであり、その振る舞いにボクちゃんは振り回されがちである。ただし、大人しくしていれば美人であり肌の質も美のアスリートが認めるレベル。
過去の経歴、本名は一切不明だが、時折自分が天涯孤独であるような発言もしている。但し、1話でボクちゃんとは幼馴染でリチャードとも幼少の頃から知り合いである由の話をしている。時に金よりも正義や良心に左右されがちなボクちゃん、良識人として冷静な感覚を持つリチャードに対し、常に金が第一優先であり、相手の心情よりも、奪い取れる金の方を優先する発言の数々に、ボクちゃんが叱責する事も多いが、一方で過去の経験やトラウマが元で、悪事に手を染めているターゲットに対しては、大金と引き換えではあるものの、そのトラウマを乗り越えるような形で更生させている等、決して「相手のことを思いやれない人間」でもない。
普段は高級ホテル「Gondorff」のスイートルームに居を構えており、実質的に3人のアジトとなっている。高級食材に駄菓子を取り合わせて食べたり、はんぺんにマヨネーズをかけるなどといった変わった味覚の持ち主。
各話及び映画の冒頭ではその話のテーマにあった偉人や作品の名言を読み上げている。
ボクちゃん
演 - 東出昌大
主人公の一人。ダー子・リチャードと共に行動する詐欺師。電信柱みたいな長身の優男。計画の全貌を教えてもらえない等、いつもダー子やリチャードに振り回される上、お人好しで小心者故に、ターゲットに深入りしてしまうケースも多い。性質的には詐欺師や犯罪者よりも堅気に近い思考の持ち主で「いかなる理由があろうと人を騙すことは良くない」と考えたり、報酬が少ない上に命の危機を感じていることもあり、いつも2人と決別して真っ当に働こうとするが、知らず知らずの内にダー子が仕掛けた罠で戻ってくるよう仕向けられる、詐欺の報酬で堅気の知人を救おうとしても思ったような結果にならないなどの理由で、結局は2人の元に戻って来てしまう。女性に惚れ易い一面もあるが、全て散々な形で振られている。そもそも、彼が見込んだ善人が受けた被害に対する報復としてダー子に詐欺を持ちかけるなど、根は詐欺師である。
リチャード
演 - 小日向文世
主人公の一人。ダー子・ボクちゃんと共に行動する詐欺師。超一流の変装技術を持ち、ダー子同様、様々な役柄で潜入する。普段は品の良さを活かしたジェントルマンな風貌であり、ダー子とも気が合っている。また、女性には弱い一面もある。
ターゲットを騙すためにかかった経費や、その儲けを計算して2人に伝えており、コンフィデンスマン達の経理担当の面も持ち合わせている。
チョビ髭
演 - 瀧川英次（第1話・第2話・第9話・SP）
3人の詐欺師の部下。様々な役柄に扮し、3人を助ける。「スポーツ編」では自身の怨みをきっかけにターゲットを用意した。
五十嵐（いがらし）
演 - 小手伸也
神出鬼没な腕利きの詐欺師。元々は弱者も騙す正真正銘の悪徳詐欺師だったが、ダー子に出会い、心酔したことによって改心した。
リチャードとは以前から面識があったが、「協力者がいる」程度の情報しか得ていなかったボクちゃんは「リゾート王編」の成功パーティまで彼の素性を知らなかった。そのため、1話よりも前の時系列であるコンフィデンスマン編では、展開の裏で登場こそしてもリチャードやボクちゃんの前には現れなかった。
仕事ではターゲットやその周辺の組織に潜り込み、コンフィデンスマンたちのお膳立てを主に担当。一方、回が進むにつれ損な役回りなどコメディリリーフ的立ち位置にもなっていくが、仕事はきっちりこなしており実力は本物。また、他の3人が毎回別の名前を用意しているのに対し、彼だけは常に五十嵐と名乗っているなど、極めて印象に残さないタイプの詐欺師である。いつの間にか部屋に入ってきて話題に参加してはリチャードやボクちゃんに「いたのか」と驚かれるのが恒例。
モナコ
演 - 織田梨沙（SP）
劇場版の「ロマンス編」にて仲間になった子猫。チョビ髭や五十嵐と同様に、3人のサポートを行う。「ダー子の一番弟子」としてダー子を「師匠」と呼び、尊敬している。
元々はジェシーの子猫で、ダー子たちの情報を流す内通者として利用されていたが、途中からジェシーのやり方に疑問を抱くようになったことに加え、最初からスパイであることに気付いていたコンフィデンスマンたちに将来性を買われていたことから、ジェシーを騙しきった後に逃亡しようとする彼についていかなかったことで正式に仲間として認められた。
劇場版第二弾「プリンセス編」ではダー子の指示でロンドンにて大衆演技を売り込む仕込みを任され、途中からフウ一族相手の仕事に合流する。
劇場版第三弾「英雄編」ではダー子らの三つ巴バトルにてダー子に加勢する。
バトラー
演 - マイケル・キダ、Alex J.D
ダー子達のアジトである高級ホテルのスイートルームの執事。ダー子達の食事の取り寄せから、詐欺のための資料収集までこなす。
元々は「コンフィデンスマン編」で登場した鉢巻秀男の部下。バッグから銃を出した際に暴発し足を負傷し、使えない人間として風呂場に捨てられる。だが、実際に暴発したのは事前にすり替えられた「血のりが発射される銃」だったため無傷であり、鉢巻が撤収する際に置き去りにされた後、ダー子達の計らいで3人の専属バトラーとして雇われる。

### 第1話・ゴッドファーザー編
★は主要ゲスト・「オサカナ」
赤星栄介（あかぼし えいすけ）★
演 - 江口洋介
公益財団「あかぼし」の会長で、表の顔は文化芸術やスポーツの振興、慈善事業に勤しむ名士だが、その裏では地上げや贈収賄などの経済ヤクザとして暗躍し、「日本のゴッドファーザー」とも呼ばれる男。
幼いころの悲惨な境遇からか、口先では「ファミリー」と呼ばれる仲間や信頼を重んじているが、掟を破った者には容赦ない制裁を加えるなど実際は誰のことも信じず自らへの忠誠心のみを求めており、ダー子からは「飼い犬に首輪をはめて逃げられないようにしているみたい」「他人を信用する心そのものがない」と評された。
愛人宅への国税局のガサ入れや警察の捜査（いずれもリチャードの変装）を受け、隠し資産20億円を海外に移すことを実行。当初はリチャードが貨物船の船長として強奪しようとしたが、他人を信用しない性格から不向きだとわかりリチャードが撤退。代わりに「本物のキャビンアテンダント」となったダー子と「海外へ大金を密輸できるルートを持つ社長の息子」のボクちゃんと共に計画を実行する。
コンフィデンスマン達によって丸々作られた架空の「いわき空港」からマニラ行きの便で1億円の入ったケース20個を輸送。チョビ髭によるニセ国税局の査察を回避したうえ、情報を漏らしたとして2人を現地に着き次第殺そうとするが、「バードストライクによる不時着を行うため、機体の重さを減らす」という名目でダー子とパーサーに扮したリチャードによりケースを機内から鳥取砂丘に放り出される。そのままスカイダイビングで脱出しようとする3人に対しダー子を襲って装備を奪い、部下に奪還を命じるも、誰も応じなかったため自らスカイダイビング。何とか鳥取砂丘に着陸しケースを見つけるも、放り出されたケースの中身は全てただの紙切れであり、機内にそのままあった20億円を全て奪われてしまった。
その後も劇場版3作全てに出演。ダー子達に復讐しようと罠を仕掛けるが、やはり裏をかかれ敗北することが多いものの、「プリンセス編」ではダー子達を殺害した際に涙を流し、逆に生きていると分かると悔しがりながらも笑顔を見せるなど、最早「コンフィデンスマン達と対峙する事」ことが楽しみの1つとなってしまっている。ダー子自身もモナコがペット詐欺で飼っていた犬に「エースケ」と名付けるなど「運命の人」として好敵手的存在となっている。
今後彼がダー子に騙されずに済む可能性は一切存在しない。彼の中では「ダー子は自分を騙しに来るはず」ということで確定しており、普通に騙しに来た場合はもちろん、騙さずにいたとしても「騙すと見せかけて騙さなかった」として騙されたことになる。
英雄編では彼女に協力するにあたり今まで騙し取った50億＋利子を報酬として要求しており、詐欺終了後にきちんとそれ相応のお宝が郵送されるも「©ダー子はもういい！」と破壊してしまった後に本物だと発覚したが、実質損害0で騙されたこともあってか顔はとてもうれしそうだった。
矢代久美子（やしろ くみこ）
演 - 未唯mie
ホストクラブの社長。最終話で登場した鉢巻秀男の次のターゲット。
自らが経営するホストクラブのNo.1である心人（ボクちゃん）と元・暴力団員でカジノの壺振りを務める政吉（リチャード）とともに、裏社会に筋を通さずに裏カジノ「THE BIG STORE」を始めたオーナーの「夜桜の麗（ダー子）」から大金を巻き上げるために丁半博打で対決。心人と政吉の通しにより稼いでいき、自らの1億円とカジノの1億円を賭けた麗との勝負にも勝利するが、麗の悪あがきの合間に石崎社長扮する警察の突入に怯え、1億を置いて逃げてしまう。
石崎社長（いしざき）
演 - 山西惇
中古車販売チェーン「石崎モーターズ」の社長。学生時代は演劇を行っていた。最終話で登場した鉢巻秀男の次のターゲット。
自分の妻と娘が矢代のホストクラブに貢いでしまったことへの復讐として、ホステスの麗（ダー子）・ショーバブ勤めの心人（ボクちゃん）・ヤクザ映画の大部屋俳優である政吉（リチャード）とともに矢代から1億円の奪還を計画。ニセのカジノを作り、自らの従業員もカジノスタッフなどとして起用。見せ金として現金1億円も用意するなど全面的に協力した。しかし、その1億円も石崎が脱税していたお金であり、最後は3人によってトランクの中身をぬいぐるみに変えられ、矢代から奪った1億とともに合計2億円分を奪われてしまった。
老舗団子屋の老夫婦
演 - 篠田薫、吉田幸矢

### 第2話・リゾート王編
★は主要ゲスト・「オサカナ」
桜田しず子（さくらだ しずこ）★
演 - 吉瀬美智子（幼少期：演 - 丸山澪）
桜田リゾート社長。経営難の旅館やリゾートを買収し再生させる「日本のリゾート王」。短大卒業後老舗旅館「桜田ホテル」跡取りと結婚し若女将に。潰れかけたホテルを再生させチェーン展開し一大リゾート会社に発展させた。「欲しい物はどんな手を使っても手に入れる」性格でもあり、買収するためには口コミサイトのねつ造や収賄・談合など黒い事も行い、それによって露頭に迷った者も多い。また、夫との仲は冷めきっている。
幼い頃は瀬戸内の民宿「道草荘」を営む夫婦の娘として手伝いをしていたが、道草荘が借金のカタとして差し押さえられ追い出されてしまった事から、「家を取り戻す」ということを決意してのし上がってきた苦労人であり、看板にあぐらをかいた旧態依然の旅館を批判し「このままでは外資系に乗っ取られてしまう」という本人なりの危機感を持って買収を行っている。
既にダー子や桜田配下の「裏部隊」に潜り込んだ五十嵐にて内偵が進んでいたが、働いていた旅館「すずや」が桜田リゾートにタダ同然で買収されたことに憤ったボクちゃんが戻ってきたことにより計画が進行。 統合型リゾート建設に向けて国土交通省大臣に贈賄したものの、その大臣がスキャンダルで失脚。後任の水内大臣がクリーンな事や、水内の政治力を侮りパイプを作っていなかった事に焦りを感じていたところ、桜田リゾートに中途採用された松山（ダー子）が水内の私設秘書である鶴田（リチャード）とパイプがあることを知って利用。鶴田に賄賂とセクハラ告発の脅迫で迫った結果、統合型リゾート施設を水内の地元である真鶴町に建設することを知り、そこから真鶴町沖の個人所有の無人島「八五郎島」に目をつける。
島で民宿を営む「小松武雄」に扮したボクちゃんに接触し、5億円で島ごと買収しようとするが、詐欺被害に遭う桜田の今後を憂えたボクちゃんによる説得が長引いたこと、ボクちゃんに業界用語の知識が無かったこと、さらに五十嵐がボクちゃん扮する「小松武雄」本人を見つけたことにより詐欺を看破。ボクちゃんを五十嵐に処理させ、「小松武雄」から5億円にて「八五郎島」を買い取る。しかし、実際には水内大臣による統合型リゾートの建設地は沖縄に決まったこと、さらにはその「小松武雄」すら偽物（五十嵐の舎弟：演 - 小野塚勇人）であることを知り詐欺に遭った事を知る。その後は責任を取り桜田リゾートの社長を辞任。会社はさらに拡大した一方、自身は仲が戻った夫とともに外国人向けゲストハウス「Michikusa」をオープンし再起を誓った。
劇場版の「ロマンス編」では、経営するゲストハウス「Michikusa」が香港まで進出。ダー子達の拠点として利用された。
操（みさお）
演 - 本仮屋ユイカ
老舗旅館「すずや」の女将。いつも通り詐欺師を辞めると宣言し、街中の看板やハローワークのポスターを見て働きたいと訪れたボクちゃんを住み込み従業員として雇用する。しかし2ヵ月後、桜田リゾートによって「すずや」は建物を無償提供、従業員の継続雇用も不透明な状態で強引に買収される。「すずや」を取り返すためには1億5000万円が必要とボクちゃんに告げ、ボクちゃんは旅館の奪取と操の心を手に入れるべく再び詐欺師へと戻った。
しかし、実際はそのほとんどがダー子による誘導であり、ダー子の「エロ女将」という言葉の通り、操は「すずや」の料理長と恋仲となっていた。そのことを知ったボクちゃんは旅館奪取の費用1億5000万円を書置きを残して、操に寄付。元々田舎暮らしが好きではなく、女将という仕事のプレッシャーも嫌だったため、料理長と結婚し都内に移り住み、もらったお金で料理長に割烹料理屋を持たせ、自分は主婦になった。
大野専務（おおの）
演 - 近江谷太朗
桜田リゾート専務。桜田の側近として行動する。船が苦手のようで無人島へ向かうクルーザーでは船酔いしていた。
水内俊（みずうち しゅん）
演 - 前川泰之
国土交通省大臣。神奈川県真鶴町を地盤とする。前任の大臣がスキャンダルで政界引退に追い込まれたため就任。桜田がどれだけ暴こうとしても黒い噂1つも出ない真面目でクリーンな政治家。桜田をおびき出すためダー子たちによって勝手にネット上に黒い噂を流されたり、リチャードが私設秘書としてなりすましたりした。

### 第3話・美術商編
★は主要ゲスト・「オサカナ」
城ヶ崎善三（じょうがさき ぜんぞう）★
演 - 石黒賢
美術商。テレビでも自身の冠番組を持つ有名美術評論家でもある。大阪の貧しい家庭に生まれ、父は才能が無いにもかかわらず気位が高い画家であったため、幼少期は苦労する。その父に引導を渡すために独学で美術を勉強し、今の地位までのし上がった。それ故に「才能の無い画家」を蛇蝎の如く嫌う。
持ち込まれた美術品を真贋を偽り安く買い上げ、その絵を裏社会の顧客に脱税やマネーロンダリング用として高く売りさばいて私腹を肥やしている。女癖も悪く、ボクちゃんがカフェで知り合った須藤が城ヶ崎に騙され個展が開催できず、失意で自殺未遂を起こしたことに憤り計画を実行する。
絵画を高値で爆買いする中国人バイヤーの王（ダー子）、茨城の三流美術商の跡取りの沼田（ボクちゃん）がそれぞれ城ヶ崎に接触し、沼田が持ち込んだ伴の贋作ピカソを高値で売り込もうとするが贋作と看破し評判を上げる。
しかし、今度は沼田が持ち込んだ無名の画家「山本巌」の絵を王が高額で購入したことによりさらに評判を挙げたことで「無名の天才画家の発掘」という功績に目がくらみ、地元の農民（五十嵐）の案内により出身地の茨城に向かい、山本の親戚（リチャード）の離れで山本の絵画を多数発見。同じタイミングで王が沼田を連れて訪れ、王が「3億円で買い上げる」という言葉に対し、「自分が売り出すからこそ価値が付く」と本心を暴露したうえで3億5000万円で購入した。
だが、それらの絵は全てボクちゃんとリチャードが茨城の風景やダー子をモデルにゴッホ風に模写して書き上げた「ニセの天才画家」による「本物の作品」であり、それらを売り出すための絵画オークションでダー子に招待された本物の山本巌がいたことにより信用が完全に失墜する。
その後、かつては内心侮辱していた、街中で見かけた噴水の絵を描いた子供に涙を流しながら素直に褒めるなど、心境の変化が見られた。
劇場版の3作品全てにも登場。赤星から「ロマンス編」ではパープルダイヤ（の贋作）、「プリンセス編」ではフウ家の玉璽（の贋作）の鑑定依頼を受けている。「英雄編」ではダー子から報酬として贈られたお宝が一目で本物だと気づくも、説明する間もなく赤星が放り投げて破壊してしまい、大いに嘆いていた。
この件で作成されたダー子の絵画は、後のシーンでも何度か登場している。
須藤ユキ（すどう ユキ）
演 - 馬場ふみか
画家志望の美大生。特別講師として訪れた城ヶ崎に「可能性を感じる」と口車に乗せられ交際。しかし、3ヵ月で捨てられ個展が開催できなくなり、失意の中リストカットをした。
城ヶ崎への詐欺計画完了後、無事個展を開くことができたが、絵画を高く買ってくれるパトロンの社長（演 - 小宮孝泰）にべったりだったため、またもボクちゃんは失恋する事となった。
山本巌（やまもと いわお）
演 - 内村遥
ダー子が取り寄せた卵「天賜卵」の生産者。ボクちゃん・リチャードも認めるほどとても美味しい卵、何度も取り寄せられている。
パッケージに記載された生産者の顔写真を加工の上「早世の天才画家 山本巌」として勝手に利用され、最後はダー子によって城ヶ崎のオークションに招待され、その場で「カリメロしか描けない」と自分が描いた絵ではないと困惑しながら明かした。
伴友則（ばん とものり）
演 - でんでん
ダー子の旧知の贋作画家。現在は72歳で戌年生まれ。表向きは絵画修復師だが、裏では「日本のメーヘレン」と呼ばれる贋作画家。ダー子に耳かきをしてもらうことが大好き。
城ヶ崎を騙すことをダー子に頼まれ、ボクちゃん・リチャードを指導してピカソの贋作として作り上げることを提案して売り込むが、彼に見破られ逮捕されてしまう。刑務所の面会でダー子に城ヶ崎を騙したことを報告され一緒に喜んだ。

### 第4話・映画マニア編
★は主要ゲスト・「オサカナ」
俵屋勤（たわらや つとむ）★
演 - 佐野史郎
加工食品会社「俵屋フーズ」の社長。国産うなぎを使った「うなぎのカレー煮」が人気商品だが、実際は外国産うなぎを使うという常習的な産地偽装をしている。部下への恫喝や告発しようとした宮下を左遷させるパワハラ、女子社員へのセクハラと典型的「ダメ二代目社長」のフルコースである。過去には2度離婚しており現在は独身であるが、実はバイセクシャルという一面も持ち合わせており新人監督に扮したボクちゃんに惚れる。大の映画マニアであり、学生時代は自主映画や劇団も立ち上げていた。口ぐせは「映画は人生を変える」。
定期購読している映画雑誌「月刊キネマ新報」をコンフィデンスマン達に作り替えられた映画人がお忍びで通う銀座のカフェバー「スワンソン」なる記事が掲載されているものに郵便配達員（リチャード）によって差し替えられ、その記事に興味をもって来店する。ママの節子（ダー子）と仲良くなり足しげく通う中、来店した映画プロデューサー・立浪宗次朗（リチャード）と新人監督・岡本（ボクちゃん）が忘れていった映画台本「用心棒大集合（仮）」を拾う。3人に台本を見てしまった事や企業の社長という事を気づかれ、「関係者」として映画に出資してもらうよう説得されるが、「マニア故に映画の世界を神聖化しているため、そこに足を踏み入れられない」という性格を読み切れず出資を固辞したため失敗。実際に京都の撮影所に赴き、本物の伊吹吾朗と触れ合う中で出資者が引き上げて、立浪・岡本・撮影監督（五十嵐）がピンチであることを伝えても出資しない頑固さを見せる。
そこで二の矢としてダー子が中国の有名女優「マギー・リン」に扮し、映画の主演に抜擢するという色仕掛けを実行。それに対してようやく出資の意思を見せるが、今度は「自分が出資をするのだから」とタイトルを「立ち上がれ つわものどもよ」と変更し、脚本にも手を加えるなど映画の全てに口出しするようになる。コンフィデンスマン達も本来は「映画を作らずに出資金だけを奪う」という見込みだったものの、俵屋が社員をエキストラとして使う意思も見せたことから完全に映画を撮らざるを得ない状況になる。
撮影では完全に俵屋が監督の状態となり、さらに「1シーンでいいから自分も出演してマギーと共演したい」と要求がエスカレート。それを逆手に取り「俵屋の夢を徹底的に叶える」としてマギー（ダー子）演じるくノ一を従える武将役として撮影した。
その3ヵ月後、完成披露試写会が行われるが、その上映内容は撮影したものではなく、宮下による食品偽装とパワハラの告発に俵屋のセリフを切り貼りしたショートムービーとなっていた。その後、俵屋フーズに強制捜査が入り、俵屋も逮捕された模様。
宮下正也（みやした まさや）
演 - 近藤公園
「俵屋フーズ」の社員。工場長として昇進直後に、自分の会社がうなぎの産地偽装をしていることを知る。それを知ってから、妻・陽子（演 - 小出ミカ）が息子（演 - 込江大牙）に学校の出来事で嘘ばかりつくことを叱っても、自身は叱ることが出来なくなった。社長に直訴したが、一蹴された上に報復人事として社員寮の管理人に左遷。厚生大臣に告発文を送ろうとするも送れず、ヤケ酒で繁華街で倒れた挙句告発文をビリビリに破いたところをダー子に介抱された事でコンフィデンスマン達に偽装が知れ渡る。その後、社長に忠誠を誓う事で工場長に復帰した。
映画撮影ではエキストラとして参加するが、その際にマギーに扮したダー子から「セリフつきの役」として告発する事を勧められ、別撮りで偽装を告発する映像を撮影。上映後には会場を後にする3人に感謝の意を示し、3人からも頑張るよう励まされた。
伊吹吾郎（いぶき ごろう）
演 - 本人
京都の撮影所で遭遇した本物の時代劇俳優。「鬼吉犯科帳」の撮影で訪れており、ニセ映画に箔をつけるためにコンフィデンスマン達に利用されてしまう。「用心棒大集合（仮）」が資金難で困っていると騒いだ状況でも俵屋が出資しない中で、脚本を見た上で「微力ながら協力したい」と俵屋よりも先に食いついて想定外の展開を見せる。最終的にはその脚本を用いて「制作総指揮」として自分の映画にしてしまった。

### 第5話・スーパードクター編
★は主要ゲスト・「オサカナ」
野々宮ナンシー（ののみや ナンシー）★
演 - かたせ梨乃
野々宮総合病院の理事長。元モデルで開業医と結婚。夫亡き後はモデル時代の知名度とイメージ戦略で病院を宣伝し切り盛りしている。息子の新琉を「スーパードクター」と祭り上げ（実際は新琉は手術は苦手で、執刀は田淵が行なっていた）、患者から賄賂を受け取り、その額で手術の優先度を決定。金無き患者を強制的に追い出し、自身は手に入れたお金でホストクラブ通いをしている。第3話でダー子が描いた絵画をインターネットオークションで購入して理事長室に飾っている。
田淵が辞めた事により新琉の新たな影武者が必要であろうと踏んだダー子は、ボクちゃんを病院に潜り込ませるべく、ボストン帰りの外科医・浅田と称し就職面接を受けさせるが、ナンシーは「雇用契約は執刀を見せてから」と難色を見せたため、この計画は失敗。
続いてナンシー自身に病気がある筈と健康診断をするがナンシーは健康体だったため、健康診断の結果を五十嵐が持ってきた3DCGの大動脈瘤が映っている画像にすり替える。その画像を見た新琉はナンシーが大動脈癌に罹患していると信じ込み、手術をすること決める。新琉から執刀医に田淵を提案されるがナンシーはこれを拒み、浅田（ボクちゃん）はアメリカ時代の盟友・スーパードクター・ナオミ（ダー子）を呼びよせ、ナオミはダニエル・ヨー（五十嵐）他自身のチーム員を引き連れて秘密裏で手術を行うことになる。
手術前には手術と死への恐怖からか半狂乱になるが、ナオミと浅田に対し、田淵の行動を散々注意したものの圧力はかけていない事。そして優しすぎるが故に実力を発揮できない新琉が窮地で力を発揮し、一人前の医者になることを見届ければ思い残すことはない事を明かした。
手術直前には睡眠導入剤を飲まされ寝かされた状態だったが、「夢」という形で手術室でのやり取りをおぼろげに聞いており、改めて新琉が医者に向いていない事を実感したことや、見せかけの手術を経験したことで考えが変わったらしく、新琉と共に病院を去ることを決め、ナオミに手術代300万ドル（3億3000万円）を騙し取られたことに気づいても笑い飛ばしていた。
野々宮新琉（ののみや にいる）〈36〉
演 - 永井大
野々宮総合病院の外科医でナンシーの息子。医師であった父の後を継ぎ、どんな難手術でも成功させる「スーパードクター」としてテレビでも特集されるが、実際は手術の大半を田淵ら他の医師に任せており、自らは開腹や縫合など簡単な作業だけして手柄を横取りしている。
ただし医者として患者を想う気持ちは本物であり、前述の特集の最中に担当の子供の患者が回復して退院した際はテレビカメラの前で涙を流していた。また医大での成績は優秀であった事が母のナンシーから語られているため、本来はそれなりの技術を持った医師である事が示唆されている。しかし前述の性格が災いして患者を大事に想いすぎるあまり手術への恐怖心を拭う事ができずに手術の影武者に手を染めていた。
ナンシーのニセ手術にはモニターを通して立会ったものの、大量出血したことに動揺。田淵とともに手術室に入るものの田淵が手術を拒否したため自分が手術を行うとするが、あまりの状態にパニックを起こし逃げ出してしまった。
この一件で自分が医者に向いていないと実感したらしく、医者を辞め、「前からやってみたかった仕事」としてYouTuberを始めることを決意する。
田淵安晴（たぶち やすはる）
演 - 正名僕蔵
野々宮総合病院の元外科医。特に難しい外科手術を任される腕利きの医師だった。
リチャードの盲腸手術を執刀してから2か月後、街でボクちゃんによって工事現場の警備員アルバイトをしているところを発見。手術の際、新琉の影武者として自身が代わりに執刀していた事、ナンシーに自身を昇給させるよう要求したが受け入れられず、「医療過誤」をでっちあげられて病院を追い出された上、ナンシーが医療業界に圧力をかけたため他の病院にも受け入れてくれない事を明かし、「田淵を病院に復帰させ、野々宮親子を追い出す」という目的でコンフィデンスマン達が動くきっかけとなる。
当然ながらナオミ（ダー子）等によるナンシーのニセ手術は失敗し、ナンシーは命の危機に陥るが、ダー子は密かに田淵を現場に呼び寄せていた。新琉は田淵に執刀してもらうよう頼むが、田淵は「自分を追い出したナンシーを執刀する義理はない」とナンシーを侮辱しこれを拒否。この発言にボクちゃんも激怒し一発殴られ手術室を後にする（その後の動向については不明）。
実際は腕こそ確かなものの、ナンシーからは身だしなみや患者への態度に対し度々注意を受けていたが態度を改めなかった。また自分の事を悪く言う者に対しては根に持つという性格が難点であると指摘され、他の病院に受け入れてもらえないのも圧力ではなく単に面接に失敗しているだけであった。
ドクターデンジャラス
演 - 我修院達也
ダー子が心臓外科手術の参考にするために見た医療映画の主人公。
ジョージ松原（ジョージ まつばら）
演 - 山田孝之
ドクターデンジャラスも手がけたハリウッドの特殊造形師。本物の医師である新琉や田淵さえも見分けがつかないほど本物そっくりの「ドラマの手術シーンで使われる開腹した際の臓器」を作り上げ、現場でも陰で心臓を動かしていた。
「仕事は選ばない主義」のためにニセ手術の協力を引き受けたが、その技術力の高さからボクちゃんからは「あなたは仕事を選んでくれ」と叱責された。なお第4話・映画マニア編では、映画製作のキャストとして、山田孝之の名前が挙がっていた。
モデルはハリウッドなどで活躍している日本人アーティストSCREAMING MAD GEORGEと思われる。
劇場版の「英雄編」にも登場。赤星の特殊メイク（日本大使）を手伝って赤星を詐欺に参加させるのに貢献した。

### 第6話・古代遺跡編
★は主要ゲスト・「オサカナ」
斑井満（まだらい みつる）★
演 - 内村光良（幼少期：澤田真伍）
斑井コンサルティング代表取締役社長。
名声と金に人一倍執着し、様々な肩書を持つ経営コンサルタントとして地方創成のためと称し、モール建設など甘い言葉で住民から土地をタダ同然で買い上げるが、すぐに建設中止させて産業廃棄物処理場用地として転売し荒稼ぎしている。在野のアマチュア考古学者である父・万吉に対しては幼少期こそ興味を持って一緒に発掘を行っていたが、発掘作業の強制や万吉の死後に、万吉の著書の返本と借金の山を押し付けられたことで、考古学そのものまで嫌うようになった。一方、そのような経験から考古学に関する知識は深い。
コンフィデンスマン達による「遺跡発掘の可能性を出すことで工事を止める」という計画として、最初は三隅建設現場作業員及び東部大学の考古学助手（ボクちゃん）が「発掘された」とリチャード所有の縄文土器を持ってきたが、何も言わずに憎しみをこめて粉砕してしまう。
次に、コンフィデンスマン達によって作られたニセの縄文土器が発掘されたとして、東部大学の考古学教授・牛久幸次郎（リチャード）と接触。新聞カメラマン（五十嵐）も工事現場で合流し次々と発掘する現場を見るが、自らの知識で偽物と看破する。また、牛久幸次郎（リチャード）に対して、大金を渡して偽物と表明するように忠告する。
次に、五十嵐がネット拡散して呼んだ考古マニアたち、さらに付近の山を持つ熱烈なアマチュア考古学者の常滑富子（ダー子）も登場。万吉の学説と似た事を言う常滑や熱心に発掘作業を行う考古マニアたちに心を動かされ、一旦は遺跡発掘を喜ぶ。しかし、ボクちゃんが呼んだ本物の牛久幸次郎が現場に訪れて、発掘品は改めて偽物であると分かり態度を改めて工事を続行させる。
しかし、どこか心にわだかまりが残る中、在野の考古学者としてダー子が贈った「幻を求めて」全巻を読んだことで考古学への熱意が再燃。常滑から手放すとされた山（実際はダー子が事前に1億円で買っていた山）を3億円で購入。会社も手放し、金も名声も捨てて父のようにロマンを求め発掘する日々を始める。ちなみに、ダー子もロマンに感化され、金食いであると知っているはずの発掘作業にいそいそと出かけるようになってしまった。
なお、第2話にダー子（この時は桜田リゾート従業員、松山として登場）がバスの中で縄文時代に関する本を読んでいるシーンがあるので、恐らく時系列としては第2話以降の話である。
川辺守夫（かわべ もりお）
演 - 野添義弘
十色村にある「ラーメン多幸」の店主。
2年前にボクちゃんが自転車旅行で偶然立ち寄った店で、出されたラーメンの味に感動したボクちゃんは涙を流しそれを「ふるさとラーメン」と名付けたが、ダー子曰く、あくまでも「普通のラーメン」との事。
村に「十色村ふるさとふれあいモール」が建設され活気あふれるものを夢見ていたが、斑井によって計画的な建設中止・産業廃棄物処理場に建設計画が変えられてしまい、失意の底に落ちてしまう。のちに、コンフィデンスマン達によって作り出された遺跡発掘に新たな町おこしとして大喜びするが、それがボクちゃんに罪悪感を持ち続けることになってしまう。
最終的には産業廃棄物処理場の工事は止まらなかったもの、今度はその工事業者が店に来ることによって大繁盛して村全体が活気あふれるものになる。
川辺美代（かわべ みよ）
演 - 長野里美
守夫の妻。夫の守夫と一緒に「ラーメン多幸」を営んでいる。
斑井万吉（まだらい まんきち）
演 - 山本浩司
満の父。在野のアマチュア考古学者として活動し、その研究や持論をまとめた書籍「幻を求めて」全18巻を自費出版するが、滿の持論はほとんどが奇説であり、「幻を求めて」もいわゆるトンデモ本の類であっため、誰にも見向きされなかった。家族を顧みず私財を投げうち借金までして発掘に明け暮れていた。発掘時は決まって「日本のシュリーマンになってやる」と口ずさんでいたが、夢がかなう前に体を壊し病死した。
牛久幸次郎（うしく こうじろう）
演 - 花ヶ前浩一
東部大学の考古学教授。
満が大学に訪れて自身の偽物（リチャード）と話しているときは、研究者に扮したダー子に足止めされていた。のちに、ボクちゃんに呼ばれて産業廃棄物処理場工事現場に訪れ、発掘されたものはすべて偽物と証言する。
三隅（みすみ）
演 - 矢野浩二
三隅建設の社長。大学の先輩である満から十色村の産業廃棄物処理場建設を依頼される。満の自宅で女性たちとどんちゃん騒ぎして楽しんでいる。
考古学者、考古学マニア
演 - 本多力、その他多数
五十嵐のツイート拡散により、廃棄物処理場に集まって土器や埴輪などの採掘をする。ダー子の集めた「子猫ちゃんたち」ではなく、本物である。

### 第7話・家族編
★は主要ゲスト・「オサカナ」
与論要造（よろん ようぞう）★
演 - 竜雷太
神奈川県の鎌倉に住む資産家。病で余命いくばくもない状態であり、今でこそ好々爺なおじいちゃんだが、若いころは違法スレスレの株式操作で莫大な利益を築き上げた経済ヤクザ。愛人を多数作るなど、金と女にしか興味のない人物で家族を顧みず、18年前に与論家に引き取られていた愛人との子・理花が家出、その1年後に正妻と、正妻との間に生まれた祐弥・弥栄が家を出る。
理花に扮したダー子が与論家に潜入し、その真意を質した要造は理花が口にした「造り酒屋の跡取り息子との結婚が破談になった」を信じ、破断相手である坂口圭一（ボクちゃん）を呼び出す。そしてその場で要造と坂口は親子盃を交わし、理花・坂口・祐弥・弥栄の5人と暮らすことになる。
「心残りが娘2人の花嫁姿を見られなかったこと」と言ったことで、自宅にて理花と坂口は挙式。式の場で弥栄は理花に要造とのDNA鑑定を行うよう求め、その場から逃げようとする理花と坂口に祐弥と弥栄が罵るのを見て、兄弟が自分の遺産目当てで尽くしていることを知りつつも、「遺産が欲しければせめて最後まで家族らしく振る舞え!」と激昂、その後倒れてしまう。なんとか一命はとりとめたが、その後は4人に本当の家族のように尽くされる。
ダー子による「本当は遺産など無く借金だらけ」「大金庫（実際は五十嵐によってすり替えられたもの）には愛人の写真だらけ」という仕掛けで愛想を尽くしたダー子・キンタ・ギンコが家を去る中、「1人になってしまうのはかわいそう」とボクちゃんだけが残る。その3週間後、最期はボクちゃんに看取られる中、金庫の暗証番号を伝えて息を引き取った。その暗証番号によって本当の大金庫に収められていた証券10億円分は、遺産を相続されたボクちゃんの権限によって配分された。
亡くなる直前、葬儀で棺に入れる写真を決める際には、過去に実子達などと撮影した写真ではなく、あえて、遺産目的で近付いた理花・坂口・祐弥・弥栄の4人と撮影した（要造いわく、「本当の家族」）写真を選んだ。毎年鎌倉の花火大会を楽しみにしており、亡くなった今年は位牌で見ることとなったが、本当の家族が出ていった中で、偽りといえど大勢の家族と共に一緒に見ることができた。
その後、SPドラマでは「旧与論邸」として屋敷をコンフィデンスマン達に利用されるが、隕石が直撃し大破してしまった。
与論祐弥（よろん ゆうみ）（キンタ）
演 - 岡田義徳
与論祐弥とはまったく別人の詐欺師。通称：巣鴨のキンタ。本名は成田太郎（なりた たろう）。養護施設出身でギンコと組んで年寄り相手にお金を騙し取っている。
半年前から要造の息子・祐弥に扮して遺産目的で要造の屋敷に忍び込む。バツイチの設定。いきなり戻ってきた理花（ダー子）を遺産目的と警戒し、弥栄とともに知り合いの医学博士（五十嵐）にDNA鑑定を依頼するが、実の親子であるとの捏造された結果が出る。
理花と坂口の挙式ではきちんとしたDNA鑑定を行うためにダー子に詰め寄るが、要造からの叱責後は本当の家族らしく振る舞うようになる。しかし、ダー子の仕掛けによって遺産が無いことを知り、要造を見切って家を出ていく。
要造の死後はボクちゃんの計らいでギンコとともに遺産の一部を受け取り、一緒に花火大会も見物した。
劇場版の「ロマンス編」にも登場しており、ギンコと共に遊園地で家族連れから財布を盗むところをボクちゃんに見つかり咎められる。その際、赤星が3人への復讐をするために詐欺師を探していることを教えるなど、仲は良いようである。
与論弥栄（よろん やえ）（ギンコ）
演 - 桜井ユキ
与論弥栄とはまったく別人の詐欺師。通称：巣鴨のギンコ。本名は蟹江花子（かにえ はなこ）。キンタ同様養護施設出身。
半年前から要造の娘・弥栄に扮して遺産目的で要造の豪邸に忍び込む。祐弥とともに遺産目的で戻ってきたであろう理花（ダー子）を怪しむ。
キンタ同様ダー子の仕掛けによって遺産が無いことを知り、要造を見切って家を出ていく。
キンタ同様ボクちゃんから遺産の一部を受け取り、花火大会も見物した。
劇場版の「ロマンス編」にも登場しており、キンタと共に遊園地で家族連れから財布を盗むところをボクちゃんに見つかり咎められる。
矢島理花（やじま りか）〈28〉
演 - 佐津川愛美
要造と愛人の子であり、幼少時に与論家に引き取られるが、継母と異母兄妹である祐弥・弥栄との仲が悪く10歳で要蔵の元を離れて実母の元に戻る。が、次から次に恋人を作る実母に愛想を尽かし17歳で母の元も出奔、以降、夜の仕事を転々として生きていくようになる。
その後、スリなどの窃盗に手を染めるようになり、1年前にバーでリチャードの財布をすった際、逆に財布を取られた上に電車のICカードなどが入っているカードケースまですられる返り討ちにあうが、それをきっかけとして、そのバーでリチャードとたまに会う仲になる。リチャードからは真っ当に生きるよう諭されていたもののスリを止めることができず、結果警察に捕まり刑務所で服役中。その間の家財道具をリチャードが預かっており、その中からダー子が見つけた要造からの手紙を見て今回の計画が進行する。
計画は理花には知らせなかったものの、ダー子やリチャードとの面会でヒントなどを提供。要造の死後はリチャードから遺産の一部を渡されたが、金よりもコンフィデンスマンの一味に入りたいという希望をリチャードに伝え「要造の娘だねぇ」と評される。
劇場版の「ロマンス編」にも登場しており、沖縄のリゾートホテルでリチャードに詐欺の指導を懇願する。
須間聡子（すま さとこ）
演 - 阿南敦子
与論家の家政婦。実は要造の晩年の愛人であり、要造を最後まで看取り、ダー子達が手に入れた以上の遺産をもらったことを明かしている。
与論淳也（よろん じゅんや）
演 - 鳥越壮真
横沢ゆうで活躍している子役。キンタの依頼を受けて祐弥の息子に扮する。
与論弥栄の偽者（鈴木さん）
演 - 前田敦子
ダー子が用意した「子猫ちゃん」の1人。「本物の与論弥栄」に扮する。「子猫ちゃん」として複数回加担している。
劇場版の「ロマンス編」「プリンセス編」にも子猫ちゃんとして登場している。
与論祐弥の偽者
演 - 中尾明慶
ダー子が用意した「子猫ちゃん」の1人。「本物の与論祐弥」に扮し、キンタとギンコに「要造の遺産はない」ことを伝え、偽りの大金庫の暗証番号を教えた。

### 第8話・美のカリスマ編
★は主要ゲスト・「オサカナ」
美濃部ミカ（みのべ ミカ）★
演 - りょう（幼少期：鴫原凛）
MIKAブランドの社長。人気モデルから実業家に転身、美容クリニックを始め多くの美容事業を経営しており、旗艦店「MIKAサロン」は女性の憧れの1つとなっている。テレビの通販番組に自ら出演し製品をアピールするなどメディア露出も多い。一方で激高しやすく、多くの社員を鬱で辞めさせてきた「パワハラ社長」。2児の息子を持つシングルマザーであるが家事育児はお手伝いさんにまかせきりである。
だがその内面は「女は生まれたときから美を求められる」というポリシーを掲げ、自分だけでなく他人にも美を追い求めるが故に「意識の低いスタッフへの叱咤」、さらに採算度外視でも美に関する物を求める、ダー子曰く「美のアスリート」。一方で、その背景には美人であった母が事故で顔に大きなやけどを負い、離婚され、世間から哀れみの目を向けられたり割の良い仕事に就けないなどで苦しんだ過去があり、それを機に「世界中の女性を美しくする」という目標のために動いている。
最初は韓国のコスメショップ経営者のパク（ボクちゃん）に「男性用コスメショップ」を持ち込まれるが、「美は女のもの」と一蹴する。次はダー子がフランスの老舗化粧品ブランド「シャルパンティエ」の社長に扮し業務提携を持ちかけようと企むが、ダー子はミカの内面を見抜き撤退。その後、山形から上京した大沼秀子（ダー子）と自身の化粧品の通販番組の体験者として接触し、そこで秀子が普段使っている「弁天水」という化粧水に興味を抱く。弁天水が「山形に伝わる『美人村』伝説」に起因するものと知り、その情報を都市伝説本としてまとめたライター・猫ノ目八郎（五十嵐）と共に山形へ向かう。
村役場職員・吉宮（リチャード）とともに、代々「弁天水」を自家製造している秀子と接触する。吉宮はミカに大沼家は固定資産税を滞納しているという情報を流し、コンフィデンスマン達はミカが大沼家の土地山林をまるごと買ってくれると踏むが、ミカは秀子を自社開催の美人コンテストに出場するよう要請。秀子もステージ上でノリノリになってしまい満場一致で優勝。その後、ミカは秀子に自身の身の上を話し、「いくらでも出すので弁天水を預けてほしい。返事を待つ」とラブコールを送る。
しかし、ほのかが週刊誌にミカのパワハラをリーク、マスコミが誇大報道したことでバッシングを受け社長を辞任。その半年後、息子たちを育てる主婦として団地で暮らすも、今度は団地の庭に生えるヨモギからサプリを作ろうとするなど「美のアスリート」ぶりまでは無くさなかったことにコンフィデンスマンたちも安堵し、「いつかまた復活してから今度こそ大金を奪う」と陰ながらエールを送られた。
結果として唯一ダー子の計画が失敗した回となった。
斎藤聖子（さいとう せいこ）
演 - 柴本幸
ミカの秘書。
ミカに内緒で大沼が愛用している「弁天水」の成分調査を行い、ミカに偽物と報告したが聞いてもらえなかった。ミカの社長辞任後は、「弁天水」の販売を白紙撤回を秀子に告げる。なお、「弁天水」は第2話リゾート編のコスメとして既に登場しているため、恐らく時系列としては第2話より前のお話である。
福田ほのか（ふくだ ほのか）
演 - 堀川杏美（chubbiness）
元MIKAサロンのエステティシャン。
1年ほど前まで個人経営のメンズエステ「ほのかスパ」を営んでおり、弁護士・草刈（リチャード）が月1で通っていたが、自身がMIKAサロンに採用されたことで閉店する。だが、ミカから「何度言われても痩せない事」を理由に1年に渡り暴言を吐かれたことにより精神を病んでしまい退職、引きこもってしまう。ミカからの暴言をボイスレコーダーに録音し、「慰謝料と土下座の要求」や「週刊誌に事実を暴露するべきか」などを草刈に相談する。
だが、いくらたっても解決しないため別の弁護士に頼んだ結果、週刊誌にパワハラの事実をリーク。多少事実を誇張した上で提供料50万円と慰謝料100万円、ミカからの土下座を手に入れ、家族とともにハワイ旅行も楽しんだうえ実家に帰ってしまった。
上記の通り、美の殿堂であるMIKAサロンで太っている人間がいることは信頼を下げ、また客を不安にさせてしまうにも拘らず、いくら言っても低い目標で満足して維持しようとしてはおらず、根本的にこらえ性がない性格がうかがえる。
上村由美（うえむら ゆみ）
演 - 太田美恵
劇中のテレビ番組でミカに変身させられた買い物中の主婦。

### 第9話・スポーツ編
★は主要ゲスト・「オサカナ」
桂公彦（かつら きみひこ）★
演 - 小池徹平（幼少期：宮下柚百）
IT企業「モスモス」の社長。トークアプリ「モスモス」の開発によって億万長者となる。
スポーツ好きとして野球の独立リーグやサッカーの下部リーグなどのチームを買収しオーナーとなるが、高額年俸選手の解雇やコーチ陣の入れ替えなどを独断で決行。チームの崩壊後は放り出してしまうため、残されたチームは苦境に立たされてしまう。自らの意に従わない選手・監督に対しては暴言を吐きクビにするなどオーナーとして強権を振りかざしている。その悪評が広まっているため、どのスポーツクラブからも総スカンを喰らっている状態である。女性社員にセクハラをしたり、過去には学生結婚をした妻にも暴力を振るい離婚したりするなど素行にも問題がある。
応援していた野球チーム・サッカークラブを2つも潰されたチョビ髭によって持ち込まれ計画が実行。当初はチョビ髭がプロ化目前である卓球の強豪チーム「東京ジェッツ」の社長と偽ってオーナーになってもらおうとしたが直前で帰った。
次に目をつけているスポーツがバスケットボールと踏んだコンフィデンスマン達によって作られた、熱海を本拠地とする架空のバスケットボールチーム「熱海チーターズ」がプロリーグに参入するにあたってオーナーにならないかと社長の武藤（ダー子）・監督のノブ池上（リチャード）に頼まれ2.5億円で契約し、さらに試合を見た上で3年契約も考えると提示。コンフィデンスマン達にとっては試合を行うつもりがなかったものの、7.5億円を目指し試合に出場。当然の如く大敗を繰り返すが、叱ることなくチームメンバーを励ましている。
しかし、その理由はあくまで「節税対策」であり、これまでの強権人事も「チームの人気が出て黒字になってしまう事」より「チームの人気が下がり赤字になる事」を目指していたが、その理由を聞いた選手のケント（ボクちゃん）・池上を始めチームメンバーは「一度でいいから1勝する」と詐欺計画抜きで特訓するなど燃えあがり、さらにそのひたむきさによってファンが増えるなど桂の思惑とは裏腹に動き始めてしまう。そのため武藤と池上を呼び出し、チームメンバーを全員解雇し総入れ替えを決行するが、メンバーの熱意に打たれた武藤の計らいでなおも出場するメンバーに激怒し、3年契約の白紙撤回及び2.5億の返却を要求する。しかし、その場でチョビ髭によって2.5億が用意されたうえ、武藤によってクラブチームを持ち続ける真の理由を暴露される。
実は桂自身は運動神経が悪く、野球チームやサッカーチームでミスしたことによるいじめや体罰、学生時代に好きな子を運動部のエースに取られるという経験、結婚後も、妻がサッカー選手と不倫、ショックで酒浸りになってしまうなどスポーツにコンプレックスを抱き続けており、億万長者となってからはプロスポーツクラブの経営という形で選手たちをお金で支配し「所有物」「奴隷」として扱うことで優越感と復讐を味わっていた。暴露されても開き直っていたが、ひたむきに頑張るチーターズを見た事や、幼少期は多くのスポーツクラブに入るなど本当は心からスポーツが好きな事を武藤から言われ、武藤から「3年契約するか、2.5億を返してもらってずっとスポーツを恨み続けるか」と提示。最後はノーゴールによって幻となったものの勝利に沸くチーターズを見て7.5億円を払い正式にチームオーナーとなる。
コンフィデンスマン達が手を引いた後もチームは存続し、2年後にプロリーグ初勝利を手にしたときにはテレビを通じ、スポーツの楽しさを教えてくれたことに感謝していることをコンフィデンスマン達に伝えた。
劇場版の「ロマンス編」にも登場しており、赤星杯で優勝したチーターズのチームオーナーとして赤星栄介と共に記者会見を行った。
半原敦（はんばら あつし）
演 - 和田聰宏
バスケットの元日本代表候補。現役時代は故障が続いたことにより賭博に手を出し、バスケ界から追放された。
ホームレス生活を送っていたところでリチャードにスカウトされ、15年のブランクを経て「熱海チーターズ」の一員となる。右膝に故障を抱えていながらも必死に試合に挑んでいる。
コンフィデンスマン達が手を引いた後は選手兼任監督として活躍し、2年後についに念願の初勝利を手にする。
志村庄一・庄二・庄三（しむら しょういち・しょうじ・しょうぞう）
演 - 小澤亮太・伊島空・玉川蓮
熱海の半グレ兄弟（ボクちゃんからは「反社会勢力予備軍」と言われた）。学生時代はそれぞれ優秀な選手だったが身を持ち崩し、スカウト時にはボクちゃんをボコボコにするなど頭に血が上りやすく素行は悪い。しかし次第に「今更戻っても居場所が無い」として真剣に取り組んだ結果更生する。
2年後は庄一がキャプテンとして、庄二・庄三も現役で活躍している。3兄弟とも応援していた地元のヤンキー娘たちと結婚し、妊娠させている。
イスマイル
演 - MILAD ASGARABDY
ただ身長が高いからという理由で五十嵐にスカウトされたケバブワゴンの店員。
運動神経0だがシュートだけを必死に練習した結果、シューターとして活躍。
その後は退団したものの、会場でケバブを観客にシュートして渡す名物店員となった。
ジェームズ
演 - MORDIO R
本名、アブバカリ・アブドゥル・イエボア。広場でダンスをしている時、黒人でガタイがいいからという理由でダー子にスカウトされた、バスケを知らないガーナ出身のダンサー。
当初はアメリカ出身という設定だったが、インタビューでガーナ出身だとバラしてしまっている。日本語は片言でダー子を「タコさん」と呼んで彼女に叱られる。
2年後もメンバーとして活躍している。
鴨井ミワ（かもい ミワ）
演 - 平野美宇
強豪卓球チーム「東京ジェッツ」のプロ選手。鹿田ユウナとペアを組み、中国の強豪選手として招聘したヤン（ダー子）とチャン（ボクちゃん）相手に練習試合を挑み、15試合を1点も取らせずに勝利。16試合目でようやく2人が偽物だと看破する。
鹿田ユウナ（しかだ ユウナ）
演 - 桐生あやめ
強豪卓球チーム「東京ジェッツ」のプロ選手。鴨井ミワとペアを組んでいる。

### 最終話・コンフィデンスマン編
★は主要ゲスト・「オサカナ」
鉢巻秀男（はちまき ひでお）★
演 - 佐藤隆太
例によってコンフィデンスマンから足を洗い引っ越し会社の主任として働くボクちゃんが出会った男。ボクちゃんに対し過去に母の遺産を結婚詐欺で全て奪われ、その詐欺師はダー子とリチャードではないかと話す。憤慨したボクちゃんは秀男をダー子が居住するスィートルームに招くが、その際、秀男は屈強な部下を引き入れ部屋に押し入り、コンフィデンスマン達を拘束する。
正体は中国系マフィア組織「新・新宿金虎幇」のボスであり、別名孫秀男（そん ひでお）。中国系マフィアの父と離れ母親と香港でレンタカー屋を経営していたが、父の死により5年前に来日、「新・新宿金虎幇」を立ち上げ15億を稼いだ上で、父を騙し死へと追いやった詐欺師「子犬」への復讐を企み、マフィアネットワークの情報や五十嵐による裏切りで子犬がコンフィデンスマン達ではないかと突き止める。一方で父からは愛されず追い出されたことからファザコン気味の性格となってしまっている。
コンフィデンスマン達の素性も全て調べ上げており、ダー子は「孤児院出身の『藤沢日奈子』」、ボクちゃんは「詐欺師だった母の跡を継いで腐れ縁を続けている『西崎直人』」、リチャードは「元・セールスマンの『鎌田清』」と正体を明かし、「子犬」が誰であるか吐かそうとするもリチャードとボクちゃんは子犬は自分だと告白。また、コンフィデンスマン達に、3人の持ち金合わせて１５億を自身の口座に振り込めば命だけは助けると告げるが、その約束を反故にし、リチャードが密かに呼んだ警察が近づく中、銃で3人を撃って撤収する。
しかし、実は秀男自身がかねてからダー子達のターゲットにされており、撤収中のリムジン内で見た「名探偵 海老河原の冒険」で自分が見つけ出した3人の本名だと思っていた名前が登場人物のものと一致していることに驚愕。そして、自分が撃った銃が、実は秀男に寝返ったふりをしていた五十嵐によってすり替えられた発砲すると血のりがでるニセモノの銃であり、また3人の本名や経歴も全て嘘と、上記全てがトラップだったことが判明。さらにダー子達の計略により、3人によって振り込まれた15億に加え、自身の15億円の計30億を、現場から去った隙に口座から移されて奪われる。急いでホテルに戻り、本物の警察（武装済み）もダー子達が仕込ませた偽物と踏んで襲い掛かるが返り討ちとなり、部下もろとも捕縛される。
なお、このエピソードの次に第1話の矢作久美子・石崎社長だましが行われており、時系列的には「エピソードゼロ」に当たる。
劇場版の「ロマンス編」にも登場しており、出所した彼は改心し、再び母とレンタカー屋を営むも、そのレンタカー屋をランに潰され、彼女へのデモに参加していた。
孫秀波（そん しゅうは）
演 - 麿赤兒
鉢巻秀男の父。かつて新宿一帯を根城にしていた中国系マフィア「新宿金虎幇」のボス。
主に「薬品」を扱い巨額の利益を上げていたが、5年前にブローカー「子犬（ダー子）」から持ち掛けられた新規開拓ルートに15億円を支払ったものの全て片栗粉に替えられるという詐欺にあってしまう。そこから組織は急激に力を失い、事実上消滅。失意のまま孤独に死ぬ。
秀男と妻に対しては暴言を吐いて追い出していたが、あくまで自分と同じ裏世界に入らぬよう距離を置いており、死の直前にも「子犬」の事を追いかけぬよう言っていたが、皮肉にも自身の死が秀男を復讐に走らせるきっかけとなった。
「子犬」に対してはかつて妻が作ってくれた「手作りのイチジク入りエッグタルト」を渡してくれたおかげで全幅の信頼を置き、口座の暗証番号を二重にしたうえで「自らのルーツ」として「母親の誕生日」と「生まれた家の番地」にすべきと言っており、秀男は父の言うことを守って同様の暗証番号を使っていた。
海老河原幸吉（えびがわら こうきち）
演 - 袴田吉彦
鉢巻が来る前にダー子とリチャードが見ていたDVD「名探偵 海老河原の冒険」の主人公。
コンフィデンスマン達が撃たれる直前にダー子が「死ぬ前に犯人を見ておきたかった」と言ったことから餞別代わりに鉢巻がDVDを奪って撤収後にリムジン内で視聴するが、トリックおよび犯人の名前こそが今回の詐欺そのものであるという鉢巻に対してのネタバラシを兼ねていた。
ひろみ先生役
演 - 上地春奈
ダー子が用意した「子猫ちゃん」の1人。藤沢日奈子（ダー子）が育った孤児院の先生に扮する。
ボクちゃんの母役
演 - 戸田菜穂
ダー子が用意した「子猫ちゃん」の1人。西崎直人（ボクちゃん）の母・信江に扮する。
「息子の直人に詐欺まがいのことをさせていたが、逮捕・実刑をくう。出所後は札幌でスナックを一人で切り盛りしており、幼い頃の藤沢日奈子とも面識があった」という設定。
孫秀波の部下
演 - 野間口徹
3人が示し合わせていた「子犬」のイメージとして登場した架空人物。
「40代男性で、地味で眼鏡だが、4ヶ国語を操る天才で、仔犬のモノマネが得意」という設定。
子供
演 - 網本育夢、鈴木元治、戸井田竜空、浜岡結生、細井鼓太、向中野咲奈、湯川颯、渡邊詩

### SPドラマ・運勢編
★は主要ゲスト・「オサカナ」
阿久津晃（あくつ あきら）★
演 - 北村一輝
自称投資家。だがその実態は闇金そのものであり、苦しんでいる経営者に「稼がせてやる」と別荘で賭けポーカーを持ち掛け、相手の金を根こそぎ奪っていき、さらにその借金を返済させるため保険金をかけて自殺させたり女性を裏業界に落とすなど黒い噂が絶えない。落花生が好きで、殻を粉々に潰すのが癖。
自身は負け知らずの一方、出会った人物はその後転落の一途を辿ることが多いから「強運の持ち主」「運を吸い取る男」と呼ばれるが、幼少期は壮絶な人生を送っており「ツイてない」「運が無い」が口癖だった事も。そんな中で出合った人（若葉）から「やるべきことをやる」と教えられたことから、情報収集と人脈の構築を行い、ポーカーでも時にイカサマを利用、別荘にも警察から逃れられる秘密の通路を用意するなど用意周到を心掛けている。そのことから運や占いを信用していない。
おでん屋（店主：演 - ケンドーコバヤシ）でダー子と仲が良かったネジ屋の社長（演 - 小林隆）が引っかかり工場を取られたことからダー子の発案で「金庫の中身3億円」をターゲットにされる。当初はマネーロンダリング用の資金提供のために5000万円を提供。ダー子たちの自腹で5000万を乗せた1億を受け取るが、2度目には乗らず、さらに知人が過去にダー子によって騙されたことから正体を看破。ダー子達の5000万円を逆に奪う事に成功する。
その後、うどん屋の社長に扮しポーカーの常連客（藪医者：演 - 高杉亘）と人脈を作り上げた五十嵐の手引きでダー子とポーカー対決をすることに。五十嵐によるイカサマを見破り拘束して資金を没収。ダー子とお互い1億をかけた勝負を行い、一旦はダー子に敗れ1億を奪われるも、自分は1円の損もしていない事を明かして挑発。今度はお互いの2億円をかけて勝負をすることとなる。ダー子がイカサマでフルハウスを作り上げ、自身もイカサマを使おうとしたところで自力でロイヤルストレートフラッシュを作り上げ勝利。イカサマも見破っていたと伝え、警察（刑事：演 - 山中崇史）が迫る中秘密の通路を使って逃れる。
だが、そのロイヤルストレートフラッシュこそダー子が仕掛けた「逆イカサマ」であり、ダー子達から巻き上げた金もあることから「ツイてる」と信念が崩壊。若葉からの儲け話に対し5億円を提供、ラーメン屋の土地の持ち主に扮したモナコに支払ってしまい、諸経費を除いても当初奪った5000万・ポーカーで巻き上げた1億・そして金庫の中身3億円全てを奪われる完敗を喫する。
その後は若葉たちと共に何も埋まっていないラーメン屋の庭をほじくり返すも危うく生き埋めになりかけ、結局元の弱気な人間になってしまった。
渡辺若葉（わたなべ わかば）★
演 - 中山美穂
遺品整理会社「おもかげ」の社長。人数が少ない会社ながら身寄りのない社員を「家族」と呼ぶフレンドリーな会社にしている。
しかし実際は暴力団関係者であり、社員（大口：演 - 大谷亮介、公太：演 - 西銘駿）もその筋の人間。古美術の目利きを悪用し、遺品の価値を遺族（演 - 花王おさむ、小篠恵奈）に偽って高級品は買取業者（演 - 山根和馬）に不当売買。家電製品などは山に不法投棄している。そのことをダー子から離れ入社したボクちゃんが知り、チョビ髭と共に「不当に引き渡した人に対する弁済として1000万円」を目標にターゲットにされる。
戦前の財閥関係者の遺品整理をしていたところ、鍵のかかった文机から古文書を発見。落ちていた2枚を回収し解読したことで隠し財産の茶器や首飾りを発見。文机を引き取ろうとするも、遺族に扮したチョビ髭から1000万円と吹っ掛けられたため拒否。その夜にガラス破りをして強引に盗み出す。ボクちゃんが止めようとするも「遺族はこのことを知らない」と高をくくり、ボクちゃんが茶器と首飾りを取り返そうとした所を大口に襲わせる。
だが、全てはかつての阿久津の愛人という関係性を利用したダー子の策略であり、金塊200kgが埋まっているというラーメン屋の土地を偵察後、確実に得るためその土地の持ち主をリチャードから教えられ、ラーメン屋の土地の持ち主に扮したモナコから6億円を吹っ掛けられたため阿久津に相談。阿久津が資金を用意できるなど「ツイている」と信念が揺らいだ結果1億円を支払ってしまった。
その後は阿久津たちと共に何も埋まっていないラーメン屋の庭をほじくり返すも危うく生き埋めとなり散々な目に遭う事となった。また、奪った1億円はボクちゃんによって不当に遺品を買い取られた遺族に正当な金額が返金された。
韮山波子（にらやま なみこ）★
演 - 広末涼子
海沿いのラーメン屋「みなと食堂」を1人で切り盛りする女性。リチャードがダー子から離れ余生を楽しんでいる時に出会う。かつては夫（演 - 西泰平）ともに食堂を経営していたが、夫に先立たれた上、地元の有力者である田島（演 - 小木茂光）から5000万円の借金があることが発覚。それに嫌気がさし息子も家を飛び出したまま音信不通となる。田島からは借金の帳消しと引き換えに自分の女になるよう迫られており、事情を知ったリチャードは「元有名中華料理店のシェフ・陳」という経歴を明かし、子猫ちゃんたちをサクラに使いつつ担々麺で店を繁盛させようと奮闘する。
だが、それでも返済の目途が立たないことから田島に下ることを決意。必死に引き留めようとするリチャードが5000万円を用意し2人で返しに行こうとするも、翌朝5000万円を持ってすがたを消してしまう。
実は未亡人詐欺をする「プロのハニートラッパー」であり、ラーメン屋をやって不幸な女性を装いおじさんを中心に金を巻き上げており、以前はネジ屋の社長からも500万円を巻き上げていた。また田島も自分の部下であった。
しかし、それすらも全てはダー子の策略の一つであり、波子がラーメン屋から出て行くのを利用し阿久津と若葉がラーメン屋の土地を購入することに繋げた。また、渡された5000万円は中身がほぼ白紙の30万円しかなかったが、リチャードから手紙で「ラーメン屋を頑張ってほしい」「夫と息子の話は信じる」と伝えられラーメン屋に戻り、阿久津と若葉の手伝いをしていた息子の公太と再会することができた。
劇場版の「プリンセス編」「英雄編」にも登場。実質的にはリチャードのビジネスパートナーとなっている。
高橋清志（たかはし きよし）
演 - 佐伯新
民自党立候補者。ダー子らに金で票を買わされかけるが、ダー子を背中を押してくれた元妻と重ね合わせたことで反省し騙されることは無かった。
松崎美津留（まつざき みつる）
演 - 船越英一郎
IT企業社長。スペースインフィニット社が企画する世界初の月旅行の第一号に選ばれようとするがあまり、日本人エンジニアに扮したダー子らに騙され200万ドルを支払う。
しかし、実際に第一号に選ばれ、ダー子らに更に100万ドルを報酬として支払った。
ホー・ナムシェン
演 - 生瀬勝久
東南アジアの悪徳芸能プロモーター。劇場版の「ロマンス編」、「プリンセス編」、「英雄編」にも登場。「ロマンス編」ではアイドル、「プリンセス編」では時代劇、「英雄編」では2.5次元パフォーマンスで出資を持ちかけられ、出資する意思をみせるが、アイドルについては「ダー子が歳をとっている感じがする」、時代劇については「演技が若干あざとすぎる」と難癖をつけており、2.5次元パフォーマンスに至っては「もう何でもありだな」と呆れていた。

### 映画第1作・ロマンス編
★は主要ゲスト・「オサカナ」
ラン・リウ★
演 - 竹内結子
香港の大財閥「射手座集団（サジタリウス・グループ）」総帥。香港マフィアの女帝で、その冷酷さから「氷姫」という異名を持つ。8年前に父が総帥を引退し、ランが後を継いだ。以来業績を伸ばし続けているが、裏社会を使って脅迫、暴力、買収は日常茶飯事であるため評判は最悪。また、司法や警察もお金で手懐けている。従業員に対する不当なリストラを行って、鉢巻ら市民の怒りを買い、集団デモにまで発展させた。メディア嫌いで人前にはほとんど顔を出さない。幻の宝石「パープルダイヤ」を所有している。
実は本物のランではなく、正体はダー子の知己であるコンフィデンスウーマン。かつてダー子を完膚なきまでに騙し抜き、身も心も奪った存在としてダー子から「スタア」と呼ばれていた。個人的な呼び方らしく、詐欺師業界での通り名として使われているかは不明。ダー子が赤星とジェシーを釣り上げるにあたり、彼らが食いつくエサとして都合が良かったためランに成りすましていた。
尚、本物のラン・リウは普段は街の掃除係や、飲食店従業員として街に溶け込んでおり、大きい眼帯の下にはパープルダイヤが埋め込まれている。
「プリンセス編」では冒頭にてダー子と組んだ仕事を失敗したことから彼女と仲違いしたが、かつて世話になったウメへの義理から、陰でフウ一族相手の仕事を手伝っていた。
「英雄編」では名前のみ登場。ボクちゃん曰く警察からの手を恐れて行方をくらましている。だが、その裏で、ダー子たちの計画のために一役買ってくれた。
ジェシー★
演 - 三浦春馬
天才恋愛詐欺師。以前ダー子と組んだことがあるが、標的の女性を身も心も弄び大金を巻き上げるやり口を嫌う彼女とはすぐに決裂している。
パープルダイヤを騙し取るためダー子たちに先んじてランのもとに潜り込んでいたが、仕事が進まないためダー子を引き抜いてランを騙してダイヤを奪う。その後依頼人である赤星の存在とスパイとしてモナコを潜り込ませていたことを明かし、ダー子たちを赤星に引き渡そうとするが、ラン率いる香港警察に包囲されそうになったため赤星と共にヘリで逃亡する。
しかし、実は彼と赤星こそが今回の「オサカナ」であり、仔猫の鈴木をカモにされたことに怒ったダー子によって標的に。ラン・リウがパープルダイヤを持ち出す状況を創り出すために、彼女と本当は未だ愛し合っている（という設定の）元夫と駆け落ちさせつつも、土壇場で彼を30億で買収して修羅場を誘発してラン・リウからダイヤをかすめ取るという計画だった。しかし、その元夫もダー子の仕込みであり、まんまと騙し返されて赤星に多額の損失を出してしまい、粛清を恐れて逃亡した。
このエピソードは、視聴者に近い目線であるモナコを通じてジェシーを騙すという構成のため、冒頭とエピローグを除いた内容のほぼすべてが偽物という壮大なものとなっている。
「プリンセス編」では仕事のサポートをさせようと目論んだダー子に誘導される形でパーティーに呼び出され、同じ会場にいた赤星に見つかることを恐れ渋々協力した。
「英雄編」では名前のみ登場。ボクちゃん曰く警察からの手を恐れて行方をくらましている。だが、その裏で、ダー子たちの計画のために一役買ってくれた。
高松千鶴（たかまつ ちづる）
演 - 山口紗弥加
ランの幼少期の家庭教師。ランの過去を調べに来たボクちゃんとモナコに情報を提供するが、いち早く存在を突き止めていたジェシーにも同様の話をしていた。
終盤にて、上記の設定は嘘であり、スタァの仔猫の一人であることが明かされる。
宝石研磨職人
演 - 小栗旬
香港の偽宝石造りの名人。ランに売り込む模造宝石の製作をダー子に依頼される。
なお、メインの仕事は偽の「パープルダイヤ」制作であり、このときダー子の注文で細かい細工を施している。「プリンセス編」でもこの細工が登場しているので密かに関与していたと思われる。

### 映画第2作・プリンセス編
★は主要ゲスト・「オサカナ」
コックリ
演 - 関水渚
ダー子の新たな子猫。結婚詐欺師・ウメの娘で、母の死後は身寄りがいないことからたらい回しにされた挙句、ヤマンバにこき使われていた。本名は「こころ」だが、人に言われたことをこくりこくりとなんでも頷くことから「コックリ」と呼ばれる。引っ込み思案ではあるが意志は強く観察力も鋭い。だが詐欺師には不向きなほど優しく欲が無い。
ダー子によりヤマンバのもとから解放された後、大金を騙し取るため「ミシェル・フウ」に成りすまし、母親に扮したダー子と共にフウ家に潜入。本物と受け入れられ4ヶ月にわたる勉強とレッスンの受け正式にフウ家の新当主となり、引継の式典ではアンドリューを爆弾で殺そうとしたテロリストが過去に街で会った人であることを知り冷静に説得する度胸の高さを見せる。その後、トニーの計らいで改めて真相を隠した上で当主として受け入れられ、ダー子達と離れ新たな道を歩み始めた。
「英雄編」にも登場。ダー子たちの計画に踊るビーナスを貸し出すなど全面的に協力した。実は、彼女が懇意にしていたボナール侯爵夫人が、自分が絵をプレゼントしたことで四代目ツチノコに目を付けられてしまい、それを気に病んで絵の奪還を依頼したのがきっかけ。ちなみに、その絵は四代目ツチノコにとどめを刺す最後の一手として活用された。
レイモンド・フウ（胡雷盟）★
演 - 北大路欣也
“総資産10兆円”とも言われるフウ家の当主で世界有数の大富豪。現役時代は極めて強引な買収を重ねており、テロ予告も日常茶飯事。自身の遺産を全て隠し子の「ミシェル・フウ」に相続するという遺言を残し他界する。
実はそもそも「ミシェル・フウ」などという人間は存在しておらず、本編よりも2年前（ロマンス編）にダー子たちが食事をとっていた所にたまたまレイモンドがおり、後継者不足に困る店主に提案した「遺産の相続先に仮想の人間を指定し、それを狙った詐欺師から後継者に相応しい人間を育てさせる」という計画をそのまま参考にしていた。つまり、今回の全ての起因は本人は知らずともダー子にあった。
ブリジット・フウ
演 - ビビアン・スー
フウ家の長女。傲慢かつわがままな性格。これまで3人の美男と結婚するも、その性格が災いし3人とも捨てた。相続人が自分ではないことが気に入らなく、コックリに様々な嫌がらせをする。わずかではあるが日本語も話すことができる。
だが、本当は「煌びやかで派手な生き方」よりも「小さな幸せを望む」性格であり、ユージーンからの絵も友人たちの前では捨てるよう命令するが本当は大切にとっておくなど想いを捨てきれずにいた。
式典後、スタァからトニーに託されたレイモンドの手紙の内容を聞き、フウ家の呪縛から解放されたことでユージーンと交際を始める。
クリストファー・フウ
演 - 古川雄大
フウ家の長男。冷酷無比な性格。父のレイモンドよりも多くの資産を手に入れようと常にビジネスで自分を売り込んでいる。「財産を持っていかれるから」との理由で重度の女性不信。コックリがフウ家に訪れてからはブリジット同様、コックリに様々な嫌がらせをしており、ダー子が当主の座と引き換えに金銭を要求した際には小銭2枚を投げつけている。
だが、本当は幼い頃から昆虫博士を目指していたものの、フウ家の方針により昆虫博士の道を捨て経営の道に進まざるを得なかった。それでも自身の部屋には多数の標本や昆虫図鑑を飾るなど知識と情熱は捨てきれずにいた。
式典後、スタァからトニーに託されたレイモンドの手紙の内容を聞き、フウ家の呪縛から解放されたことで自由に昆虫採集を始め、再び夢を追いかけ始める。
アンドリュー・フウ
演 - 白浜亜嵐
フウ家の次男。自由奔放な性格。その性格が災いし、遊び呆けたことでビジネスから追放される。
女性と遊び呆けてるような印象を持たれるが、実際は同性愛者であり、見栄の張り合いであるパーティーもあまり好きなタイプではなかった。
実は日本に来た際にフウ家と手を組み世界進出を目論む赤星に弱みを握られたことでラインがつながっており、自身もビジネスから追放されたがミシェルが死亡すれば遺産が3分割されることから赤星にミシェル（コックリ）の殺害を依頼。だが、途中で怖気づき中止を進言するも赤星から無視。さらにテロリストに襲われ命の危機に晒されるが、コックリの説得により救われる。
式典後、スタァからトニーに託されたレイモンドの手紙の内容を聞き、フウ家の呪縛から解放されたことでボーイフレンドとも公に交流を始めることができた。
トニー・ティン
演 - 柴田恭兵
フウ家の執事。フウ家を陰で支えており、どんなことが起きてもフウ家のために最善を尽くす。常にペーパーナイフを所持しており、万が一の場合にはそれを使用することも躊躇わない。
様々な工作の結果、コックリとダー子が「ミシェル・フウとその母」と信じ2人にプリンセスレッスンを受けさせるが、その後の調査とスタァから受け取った手紙によってコックリが偽物であることを知ってしまう。だが、「フウ家のために何をするのが最善か」という思案の末、この事実を隠蔽した上でレイモンドの手紙を兄弟に聞かせ、3人の仲を解きほぐすと共に、コックリを正式に「ミシェル・フウ」とすることを決意。最後はフウ家の全てを解決してくれたダー子達に敬礼をしコックリと共に別れを告げた。
「英雄編」ではエンディングの写真に一枚だけ登場。
ヤマンバ
演 - 濱田マリ
中年の女詐欺師。性格は横暴で、引き取ったコックリを学校にも通わせずに虐待し、自分の仕事を手伝わせていた。
「英雄編」では名前のみ登場。ボクちゃん曰く逮捕されたとのこと。
ユージーン
演 - 濱田岳
売れない画家。ブリジットのことが好きでよく絵を送ってくるが表面上は全く相手にされていない。しかし、ミシェルの当主就任後、ブリジットと交際を始めることができた。
ホテル支配人
演 - 滝藤賢一
ランカウイ島で行われたパーティー会場のホテル支配人。途中、娘へのプレゼントとしてミシェル（コックリ）にサインをお願いしていた。
式典でのテロ騒ぎにより一連の責任を取らされオーナーから解雇されるが、コックリが当主就任後最初の仕事としてランカウイ島のホテルを買収。再び支配人として雇用されることができた。
ダー子とコックリを助けた男
演 - GACKT
計画の破綻からSPの目を盗み脱走をしたダー子とコックリに街で出会い、テーブルの下に隠れさせ追手のSPに嘘をつき匿った。
元某国大統領夫人
演 - デヴィ・スカルノ
式典に来ていた元大統領夫人。パーティー中、ブローチを落としてしまい五十嵐にブローチ探しをお願いする。

### 映画第3作・英雄編
★は主要ゲスト・「オサカナ」
ジェラール・ゴンザレス★
演 - 城田優
スペインの元マフィア。現役時代は危険な密輸貿易で莫大な財を成していた。その後、早くに引退し、悠々自適な生活を送っている。裏社会から20億円のお宝・踊るビーナスを所有しており、大切に保管している。
実はボナール侯爵夫人に救われた人物の一人で、ダー子たちの計画に協力した子猫。
畠山麗奈（はたけやま れな）
演  - 生田絵梨花
ゴンザレスの内縁の妻。父親は離婚し、母親は6年前に病死。日本の六本木にいた時、弟と妹を養うため、法律にギリギリ抵触しそうなクラブで働いていた。ダー子曰く、男とお金が大好き。生まれつき心臓が弱い。
実はボナール侯爵夫人に救われた人物の一人で、ダー子たちの計画に協力した子猫。心臓の件は、ボクちゃんを欺くための設定。
丹波（たんば）
演 - 松重豊
警視庁捜査第二課の刑事。ダー子らを逮捕するべく日本からやってきた。マルタでは真理邑と手を組んでダー子らの逮捕を狙うも、終始振り回された挙句、逮捕後はあっさり裏切られてしまう。赤星に土下座して被害届を出してもらったため、ダー子たちが殺される前に、引き渡してもらうことができた。
だが、その正体はダー子の3人目の弟子「タンバリン」であり、刑事になりすまして赤星に接近するほか、ジェシーやスタァの居場所を突き止めたりと一役買った。
三代目ツチノコ
演 - 角野卓造
伝説のコンフィデンスマン。その昔、富豪や政治家などから金品を騙し盗り、貧しい人々に分け与えて、英雄と慕われていた。もはやそのような働きが英雄とされる時代ではなくなり、ただの凄腕詐欺師の称号と化したツチノコの跡目は継がせる気はなく、自分の代で終わらせようと考えていた。2年前に亡くなっている。生まれ変わったらツチノコ以外になりたいと語っており、ダー子に「ミミズがお似合い」と返されている。
と思われていたが、実際はまだ生きており、今回の三つ巴対決で、職人になりすまして、ダー子とボクちゃんからそれぞれ2万ユーロと5万ユーロを騙し取った。この際、上記のエピソードにちなみ、ミミズマークのカードを残している。
マルセル真梨邑（マルセル まりむら）
演 - 瀬戸康史
インターポール（国際刑事警察機構、ICPO）のスーパーエリート捜査官。ゴンザレスとは友人関係にあり、右目だけが青いヘテロクロミアが印象的。
だが、その正体はかつて三代目ツチノコのもとで育った子猫であり、前述の通り、後を継がせなかった彼を逆恨みし、四代目ツチノコを勝手に名乗り、マルセル真理邑を騙って誘拐事件を起こし、沢山の人々から美術品を騙し取って隠れ家にコレクションしていた。
実は、かねてからダー子たちからターゲットにされており、彼女らによる壮大な計画にまんまと乗せられ、隠れ家と開錠方法を特定される。最後は、今までに騙しとった美術品を全て奪われる。唯一、ボナール夫人から奪った絵画だけは残されていたが、そこにやってきた本物の真理邑に絵画を証拠として逮捕された。
ボナール侯爵夫妻
心優しい児童養護施設管理人。名画を狙った児童が拐われる誘拐事件が発生してから、体調を崩してしまった。
佃麻衣（つくだ まい）
演 - 徳永えり
海上自衛官一等大佐。序盤は名前をダー子に使われ、中盤で実際に登場する。だが、その正体はダー子の子猫。
富田林保（とんだばやし たもつ）
演 - 高嶋政宏
政府官僚。序盤は名前を五十嵐に使われ、中盤で実際に登場する。だが、その正体はダー子の子猫。
奪われた男
演 - 梶原善
もともとは日本大使役に予定されていた子猫。だが、真梨邑に受けた屈辱を返すためにその役を赤星が奪ってしまった為、出番がなくなった。
謎の女
演 - 真木よう子
マルタにてボクちゃんに道案内を尋ねるが、ダー子の子猫と思われ、相手にされなかった。その後、モナコと会話しているところをボクちゃんが目撃したため彼は「やはりダー子の子猫」と思い込んでしまう。
だが、その正体は本物のインターポールのスーパーエリート捜査官・マルセル真梨邑。モナコから教えてもらった情報をもとに、偽真理邑の隠れ家を突き止め、彼を逮捕した。

## スタッフ
- 脚本 - 古沢良太
- 音楽 - fox capture plan
- 主題歌 - Official髭男dism「ノーダウト」（ポニーキャニオン / ラストラム・ミュージックエンタテインメント）
- 企画 - 成河広明
- プロデューサー - 草ヶ谷大輔、古郡真也
- 演出 - 田中亮、金井紘、三橋利行
- 制作協力 - FILM
- 制作著作 - フジテレビ

## 受賞
- ギャラクシー賞 2018年6月度月間賞[12]
- 第12回コンフィデンスアワード・ドラマ賞[13][14]
  - 主演女優賞（長澤まさみ）
  - 脚本賞（古沢良太）
- 第97回ザテレビジョンドラマアカデミー賞[15]
  - 主演女優賞（長澤まさみ）
- 東京ドラマアウォード2018
  - 連続ドラマ部門 優秀賞[16]

## 放送日程

### 連続ドラマ
| 各話                                                                        | 放送日        | 編                   | サブタイトル                                          | 演出     | ゲスト     | 視聴率 |
| --------------------------------------------------------------------------- | ------------- | -------------------- | ----------------------------------------------------- | -------- | ---------- | ------ |
| 第1話                                                                       | 2018年4月09日 | ゴッドファーザー編   | 華麗なる詐欺師 今夜の標的は強欲非道ゴッドファーザー!! | 田中亮   | 江口洋介   | 9.4%   |
| 第2話                                                                       | 4月16日       | リゾート王編         | 冷酷非情の美しきリゾート女王の秘密を暴け!!            | 金井紘   | 吉瀬美智子 | 7.7%   |
| 第3話                                                                       | 4月23日       | 美術商編             | 金まみれセクハラ美術評論家と対決!!                    | 三橋利行 | 石黒賢     | 9.1%   |
| 第4話                                                                       | 4月30日       | 映画マニア編         | 舞台は映画の都 パワハラ社長を倒せ                     | 金井紘   | 佐野史郎   | 9.2%   |
| 第5話                                                                       | 5月07日       | スーパードクター編   | 名医の汚れた顔を暴け!!                                | 田中亮   | かたせ梨乃 | 9.3%   |
| 第6話                                                                       | 5月14日       | 古代遺跡編           | 強欲非道のエリートから故郷を守れ                      | 金井紘   | 内村光良   | 8.2%   |
| 第7話                                                                       | 5月21日       | 家族編               | 骨肉の遺産争い 暴かれる家族の秘密                     | 三橋利行 | 竜雷太     | 8.9%   |
| 第8話                                                                       | 5月28日       | 美のカリスマ編       | パワハラ暴言姫 悪業の真相を暴け!!                     | 田中亮   | りょう     | 8.3%   |
| 第9話                                                                       | 6月04日       | スポーツ編           | IT社長の強権 支配から選手を守れ                       | 田中亮   | 小池徹平   | 9.5%   |
| 最終話                                                                      | 6月11日       | コンフィデンスマン編 | 目に見える物が真実とは限らない…何が本当で何が嘘か     | 金井紘   | 佐藤隆太   | 9.2%   |
| 平均視聴率 8.9%（視聴率はビデオリサーチ調べ、関東地区・世帯・リアルタイム） |               |                      |                                                       |          |            |        |

- 第1話は、21時 - 22時24分の30分拡大放送。
- 第2話・最終話は、21時 - 22時09分の15分拡大放送。
- 第1話冒頭、心人（はーと＝ボクちゃん）がショーパブでのダンスシーン時にマイケル・ジャクソンの「BAD」が流れるが、DVD版ではオリジナルの似ている曲に差し替え。
- また、マニラ空港でボクちゃんが逮捕・拘束ののち、赤星（江口洋介）に金銭で解決してもらい釈放されたシーンで映画「ゴッドファーザー」のテーマ曲「愛のテーマ」が流れるが、DVD版はカットされている。
- 第5話ドキュメンタリー番組のシーンで、テロップでシミュレーションと書くべきところを本放送ではシュミレーションと誤表記されていたが、CSやDVDでは正しく修正された。
- 新型コロナウイルスの感染防止の配慮による『SUITS／スーツ2』の延期に伴い、「コンフィデンスマンJP傑作選」として、2020年4月27日・5月4日の同時間帯に第3話・9話が再放送された。

### スペシャル
| 各話       | 放送日        | 編     | 演出   | ゲスト                     | 視聴率 |
| ---------- | ------------- | ------ | ------ | -------------------------- | ------ |
| スペシャル | 2019年5月18日 | 運勢編 | 田中亮 | 北村一輝 中山美穂 広末涼子 | 10.3%  |

### スピンオフ
コンフィデンスマンIG
| 各話   | 放送日        | 編                                 | 演出     | キャスト                     |
| ------ | ------------- | ---------------------------------- | -------- | ---------------------------- |
| 第1話  | 2019年5月13日 | もうひとつの「ゴッドファーザー編」 | 三橋利行 | 小手伸也 瀧川英次 小野塚勇人 |
| 第2話  | 5月14日       | もうひとつの「リゾート王編」       | 三橋利行 | 小手伸也 瀧川英次 小野塚勇人 |
| 第3話  | 5月15日       | もうひとつの「家族編」             | 三橋利行 | 小手伸也 瀧川英次 小野塚勇人 |
| 第4話  | 5月16日       | もうひとつの「美のカリスマ編」     | 三橋利行 | 小手伸也 瀧川英次 小野塚勇人 |
| 最終話 | 5月17日       | もうひとつの「スポーツ編」         | 三橋利行 | 小手伸也 瀧川英次 小野塚勇人 |

コンフィデンスマンMC
| 各話   | 放送日        | 編                           | 演出     | キャスト                   |
| ------ | ------------- | ---------------------------- | -------- | -------------------------- |
| 第1話  | 2020年7月20日 | もうひとつの「ロマンス編」   | 三橋利行 | 織田梨沙 小手伸也 瀧川英次 |
| 第2話  | 7月21日       | もうひとつの「運勢編」       | 三橋利行 | 織田梨沙 小手伸也 瀧川英次 |
| 第3話  | 7月22日       | もうひとつの「アイドル編」   | 三橋利行 | 織田梨沙 小手伸也 瀧川英次 |
| 第4話  | 7月23日       | もうひとつの「宝くじ詐欺編」 | 下畠優太 | 織田梨沙 小手伸也 瀧川英次 |
| 最終話 | 7月24日       | もうひとつの「プリンセス編」 | 下畠優太 | 織田梨沙 小手伸也 瀧川英次 |

### 映画版
| 回数 | 編           | 放送日         | 放送時間      | 放送枠         | 視聴率 | 備考                     |
| ---- | ------------ | -------------- | ------------- | -------------- | ------ | ------------------------ |
| 1    | ロマンス編   | 2020年07月18日 | 21:00 - 23:30 | 土曜プレミアム | 11.7%  | 「プリンセス編」公開記念 |
| 2    | ロマンス編   | 2022年01月08日 | 21:00 - 23:10 | 土曜プレミアム | 08.2%  | 「英雄編」公開記念       |
| 3    | プリンセス編 | 2022年01月15日 | 21:00 - 23:40 | 土曜プレミアム | 10.0％ | 「英雄編」公開記念       |
| 4    | 英雄編       | 2023年01月03日 | 21:00 - 23:40 | （なし）       | 9.6％  |                          |
| 5    | プリンセス編 | 2024年12月28日 | 21:00 - 23:25 | 土曜プレミアム | 5.7%   |                          |

## 映画

### コンフィデンスマンJP ロマンス編
第1作『コンフィデンスマンJP ロマンス編』は、2019年5月17日に公開された。フジテレビ開局60周年記念作品。ドラマ第9話（2018年6月4日放送）の最後で映画化が発表された。
香港を舞台とし、日本、香港で撮影が行われた。2018年10月4日、主要キャストがクランクアップした。

#### ストーリー（映画第1作・ロマンス編）
ダー子・ボクちゃん・リチャードの3人がそれぞれ仕事から離れ、次のターゲット探しやバイト、バカンスを楽しむ中、ダー子は次なるターゲットとして香港を牛耳る「氷姫」ラン・リウに狙いを定める。街で小さな詐欺をしていたモナコを新たに弟子に加え一行は香港へと赴きラン・リウと接触するが、そこにはかつてダー子と仕事をしていた恋愛詐欺師・ジェシーもいた。
紆余曲折あり、ボクちゃんらを裏切ってジェシーと手を組んだと思われたダー子だったが、実はジェシーとモナコはダー子の宿敵・赤星の手先で、ダー子自身は騙されていたことが発覚する。
しかしそれもダー子の手の内で、今作の真のターゲットは赤星とジェシーであった。ラン・リウはダー子の師匠的存在・スタアが扮していた偽物で、一行は見事赤星とジェシーを欺くことに成功する。

#### キャスト（映画第1作）
- ダー子：長澤まさみ
- ボクちゃん：東出昌大
- リチャード：小日向文世
- 五十嵐：小手伸也
- モナコ：織田梨沙
- ちょび髭：瀧川英次
- バトラー：Michael Keida
- 鈴木さん：前田敦子
- 矢島理花：佐津川愛美
- 与論祐弥（キンタ）：岡田義徳
- 与論弥栄（ギンコ）：桜井ユキ
- 桂公彦：小池徹平
- 鉢巻秀男：佐藤隆太
- 桜田しず子：吉瀬美智子
- 城ヶ崎善三：石黒賢
- 半原敦：和田聰宏
- 志村庄一：小澤亮太
- 志村庄二：伊島空
- 志村庄三：玉川蓮
- ジェームズ：MORDIO R
- 桂公彦の秘書：一双麻希
- 宝石研磨職人 : 小栗旬
- ラン・リウ：竹内結子
- ジェシー：三浦春馬
- 高松千鶴：山口紗弥加
- 除：葉山ヒロ
- コウ・カイトウ：翁華栄
- ペディグリーペット詐欺師：遠山俊也
- 殺し屋：大河内浩
- 遊園地の母親：芳本美代子
- 遊園地の父親：鈴木拓
- 熱海チーターズ選手：David H
- 赤星の部下：榎木智一
- 赤星の部下：成田マイケル理希
- 競馬場の警備主任：黄実
- 競馬場の客：ジャッキーちゃん
- 幼少期のラン・リウ：菊地麻衣
- アナウンサー：生田竜聖（フジテレビアナウンサー）
- ホー・ナムシェン：生瀬勝久
- 赤星栄介：江口洋介

#### スタッフ（映画第1作）
- 監督：田中亮
- 脚本：古沢良太
- 音楽：fox capture plan
- 主題歌：Official髭男dism「Pretender」（ポニーキャニオン / ラストラム・ミュージックエンタテインメント）
- 製作：石原隆、市川南
- 企画・プロデュース：成河広明
- プロデューサー：梶本圭、草ヶ谷大輔、古郡真也
- 撮影：板倉陽子
- 照明：緑川雅範
- 録音：高須賀健吾
- 編集：河村信二
- 美術：別所晃吉、棈木陽次
- 美術プロデューサー：三竹寛典、古川重人
- 美術進行：大野恭一郎
- 装飾：近藤美緒
- 衣装：朝羽美佳
- スタイリスト（長澤まさみ）：押田比呂美、カドワキジュン子
- ヘアメイク：坂本敦子、高村三花子（長澤まさみ）
- VFXプロデューサー：赤羽智史、髙玉亮
- 選曲：大森力也
- 音響効果：壁谷貴弘
- 記録：赤星元子
- スケジュール：杉山泰一
- 監督補：三橋利行
- 制作担当：竹井政章
- 宣伝プロデューサー：土肥直人
- アソシエイトプロデューサー：髙木由佳、片山怜子
- アシスタントプロデューサー：齋藤健志
- 配給：東宝
- 制作プロダクション：FILM
- 製作：「コンフィデンスマンJP」製作委員会（フジテレビジョン、東宝、FNS27社）

#### 受賞
- 第44回報知映画賞 主演女優賞（長澤まさみ） ※『マスカレード・ホテル』と同時受賞
- 第62回ブルーリボン賞 主演女優賞（長澤まさみ）[23]

### コンフィデンスマンJP プリンセス編
第2作『コンフィデンスマンJP プリンセス編』は、2020年7月23日に公開された。8月28日、興行収入が前作『ロマンス編』の29.7億円を超え、30億円を突破したことが明らかになった。
本作は、2019年6月6日にTOHOシネマズ日比谷で行われた映画第1作の大ヒット御礼舞台挨拶の席で製作が発表され、2019年12月3日にフジテレビマルチシアターで行われた「子猫ちゃんたちの集い 〜令和元年大反省会編〜」で正式タイトルと新キャストが発表された。主な撮影はマレーシアのランカウイ島で行われた。
当初は2020年5月1日に公開予定であったが、新型コロナウイルス感染拡大の影響で公開延期となり、6月11日にYouTubeの東宝Movieチャンネルで公開された特番「『コンフィデンスマンJP』おめざめテレビ編」の中で新たな公開日が発表された。
なお、2020年7月18日にジェシー役の三浦春馬が急逝、本作がシリーズ最後の出演となった。また、9月27日にはスタア役の竹内結子も急逝、同じくシリーズ最後の出演となった。

#### ストーリー（映画第2作・プリンセス編）
10兆円の資産を持つとされるシンガポールの富豪・レイモンド・フウが死去。彼には3人の子供・ブリジット・フウ、クリストファー・フウ、アンドリュー・フウがいたが、遺言には「ミシェル・フウ」という隠し子に当主の座と遺産を相続させる旨が書かれていた。しかし肝心のミシェルが現れず、これに目をつけたダー子・ボクちゃん・リチャードは、新たに弟子に加えたコックリをミシェルに仕立て上げて手切れ金を得ることにした。無事レイモンド家の執事・トニー・ティンの目を欺き潜入に成功したものの、「本物のプリンセス」としてプリンセスレッスンを受けパーティーに出席しなければならないことになった。
パーティー当日、再び襲い来る宿敵・赤星を騙すことに成功。この日、数千億の価値を持つフウ家の玉璽を狙っていたダー子だったが、コックリをコンフィデンスマンではなく本物のフウ家の当主にすることにし別れを告げ、玉璽を盗むことなく幕を閉じた。

#### キャスト（映画第2作）
- ダー子：長澤まさみ
- ボクちゃん：東出昌大
- リチャード：小日向文世
- 五十嵐：小手伸也
- コックリ：関水渚[29]
- トニー・ティン：柴田恭兵[29]
- レイモンド・フウ：北大路欣也[29]
- ブリジット・フウ：ビビアン・スー[31]
- アンドリュー・フウ：白濱亜嵐[29]
- クリストファー・フウ：古川雄大[29]
- ジェシー：三浦春馬[31]
- 韮山波子：広末涼子[31]
- スタア：竹内結子[31]
- 鈴木さん：前田敦子[31]
- モナコ：織田梨沙[31]
- ヤマンバ：濱田マリ[31]
- 赤星栄介：江口洋介[31]
- 城ケ崎善三：石黒賢[31]
- ホウ・ナムシェン：生瀬勝久[31]
- ホテルの支配人：滝藤賢一[31]
- 元某国大統領夫人：デヴィ・スカルノ[31]
- ユージーン（画家）：濱田岳[31]
- ちょび髭：瀧川英次
- バトラー：マイケル・キダ
- 謎の男（客）：GACKT（友情出演）[32]
- 赤星の部下：榎木智一
- 赤星の部下：成田マイケル理希
- 客：ジャッキーちゃん
- 小坂なおみ

#### スタッフ（映画第2作）
- 監督：田中亮
- 脚本：古沢良太
- 音楽：fox capture plan
- 主題歌： Official髭男dism 「Laughter」（ポニーキャニオン / ラストラム・ミュージックエンタテインメント）
- 製作：石原隆、市川南
- 企画・プロデュース：成河広明
- プロデューサー：梶本圭、古郡真也
- 撮影：板倉陽子
- 照明：緑川雅範
- 録音：高須賀健吾
- 編集：河村信二
- 美術：あべ木陽次
- 美術プロデューサー：三竹寛典
- 美術進行：大野恭一郎
- 装飾：近藤美緒
- 衣装：朝羽美佳
- スタイリスト（長澤まさみ）：押田比呂美、カドワキジュン子
- ヘアメイク：坂本敦子、高村三花子（長澤まさみ）
- VFXプロデューサー：赤羽智史、髙玉亮
- VFXディレクター：山本雅之
- 選曲：大森力也
- 音響効果：壁谷貴弘
- 記録：赤星元子
- スケジュール：杉山泰一
- 監督補：三橋利行
- 制作担当：竹井政章
- 宣伝プロデューサー：土肥直人
- メディアプロモーション：小山田晶、伊藤圭祐
- アソシエイトプロデューサー：片山怜子、草ヶ谷大輔
- 配給：東宝
- 制作プロダクション：FILM
- 製作：2020「コンフィデンスマンJP」製作委員会（フジテレビジョン、東宝、FNS27社）

#### 受賞（映画第2作）
- 第33回日刊スポーツ映画大賞・石原裕次郎賞 主演女優賞（長澤まさみ、『MOTHER マザー』と合わせて）[33]
- 第44回日本アカデミー賞
  - 優秀主演女優賞（長澤まさみ、『MOTHER マザー』と同時受賞）[34]

### コンフィデンスマンJP 英雄編
第3作『コンフィデンスマンJP 英雄編』は、2022年1月14日に公開された。
マルタ共和国のマルタ島が舞台であるが、新型コロナウイルス感染拡大の影響により海外ロケが出来なかったため、俳優の出演シーンは全て和歌山県のポルトヨーロッパなど日本で撮影され、マルタの風景がCG合成された。

#### ストーリー（映画第3作・英雄編）
ダー子・ボクちゃん・リチャードは、師匠であるツチノコが2年前に死去したことによるショックで詐欺のやる気を失っていたが、ダー子から「何でもありのラストバトル」「負けたら勝った人の言う事を聞く」として3人での勝負を提案。多くのセレブが集まるマルタを舞台に「いちばん多く稼いだ者が勝者」という7日間の戦いを始める。
ジェラール・ゴンザレス、畠山麗奈夫妻が所有する「踊るビーナス」を狙うダー子たち。
更にそこに、日本からの刑事・丹波、インターポール・マルセル真梨邑、宿敵・赤星らが集い、複雑に物語は展開されていくが、「踊るビーナス」を巡って3人は遂に真梨邑に捕まってしまう。
しかし真梨邑こそが、勝手に「4代目ツチノコ」を名乗りダー子らを騙していたコンフィデンスマンであった。
ところがそれもすべてダー子の手の内で、一行は丹波や赤星、ジェラール夫妻と手を組んで真梨邑を騙すことに成功した。

#### キャスト（映画第3作）
- ダー子：長澤まさみ
- ボクちゃん：東出昌大
- リチャード：小日向文世
- 五十嵐：小手伸也
- 赤星栄介：江口洋介
- コックリ：関水渚
- モナコ：織田梨沙
- 波子：広末涼子
- 丹波：松重豊
- 三代目ツチノコ：角野卓造
- ホー・ナムシェン：生瀬勝久
- 城ヶ崎善三：石黒賢
- マルセル真梨邑：瀬戸康史
- ジェラール・ゴンザレス：城田優
- 畠山麗奈：生田絵梨花[注 8]
- ちょび髭：赤ペン瀧川
- 奪われた男：梶原善
- 政府官僚：髙嶋政宏
- 謎の女：真木よう子
- 海上自衛官：徳永えり
- ジョージ松原：山田孝之
- バトラー：Michael Keida
- フレディ：ダンテ・カーヴァー
- リカルド：厚切りジェイソン
- 赤星の部下：榎木智一
- 赤星の部下：成田マイケル理希
- 客：ジャッキーちゃん

#### スタッフ（映画第3作）
- 監督：田中亮
- 脚本：古沢良太
- 音楽：fox capture plan
- 主題歌： Official髭男dism 「Anarchy」（ポニーキャニオン / ラストラム・ミュージックエンタテインメント）
- 配給：東宝

#### 評価（映画第3作）
公開初日から3日間で動員41万7000人、興収5億9000万円を記録した。
キネマ旬報社が運営するKINENOTEの「キネ旬Review」では、映画ジャーナリストの宇野維正は「いまだに日本芸能界のコンテクストに拠った出オチに頼っているような作品」と低評価をつけ、ライターの北川れい子は「長澤まさみの弾けっぷりは今回も上々で、コメディリリーフとして彼女のラフな演技に感心する」とコメントし、ライターの千浦僚は「ミスリードやどんでん返しが麻痺するほどにありすぎて、この映画はこういう話でこのキャラはこういう人物、ということがもはや液状化してる」と評した。

## その他作品

### スピンオフドラマ
コンフィデンスマンIG
2019年5月13日 - 5月17日、全5話。
5夜連続で放送された五十嵐が主演のミニドラマ。「ロマンス編」の公開にあわせて制作された。
コンフィデンスマンMC
2020年7月20日 - 7月24日、全5話。
5夜連続で放送されたモナコが主演のミニドラマ。「プリンセス編」の公開にあわせて制作された。

### 他作品とのコラボレーション
GREAT PRETENDER
信用詐欺を題材としたTVアニメに主人公の「子猫ちゃん」として五十嵐が登場。同作の脚本はコンフィデンスマンJPと同じく古沢亮太が務める。
SUITS/スーツ2
2020年4月27日、2020年5月4日の全2回。新型コロナウイルスの感染防止の配慮による『SUITS／スーツ2』の延期に伴って「コンフィデンスマンJP傑作選」として再放送された、「美術商編」、「スポーツ篇」の冒頭に差し込まれる形で放送された。
小手伸也による一人二役で、コンフィデンスマンJPの五十嵐、SUITSの蟹江貢の掛け合いが行われた。

## 関連商品
ノベライズ
- 古沢良太（脚本）、木俣冬（ノベライズ）『コンフィデンスマンJP 上』（2018年5月9日、扶桑社文庫、ISBN 978-4-594-07975-8）
- 古沢良太（脚本）、木俣冬（ノベライズ）『コンフィデンスマンJP 下』（2018年6月6日、扶桑社文庫、ISBN 978-4-594-07976-5）
- 古沢良太（脚本）、山本幸久（ノベライズ）『コンフィデンスマンJP ロマンス編』 (2019年5月2日、ポプラ文庫、ISBN 978-4-591-16661-1）
- 古沢良太（脚本）、木俣冬（ノベライズ）『コンフィデンスマンJP 運勢編』（2019年5月16日、扶桑社文庫、ISBN 978-4-594-08212-3）
- 古沢良太（脚本）、山本幸久（ノベライズ）『コンフィデンスマンJP プリンセス編』（2020年4月7日、ポプラ文庫、ISBN 978-4-591-16661-1）

サウンドトラック
- fox capture plan『フジテレビ系ドラマ「コンフィデンスマンJP」オリジナルサウンドトラック』（2018年5月30日、ポニーキャニオン、PCCR-00671）
- fox capture plan『映画「コンフィデンスマンJP」オリジナルサウンドトラック』（2019年5月17日、ポニーキャニオン、PCCR-00683）
- fox capture plan『映画「コンフィデンスマンJP プリンセス編」オリジナルサウンドトラック』（2020年7月22日、ポニーキャニオン、PCCR-00699）

Blu-ray/DVD
- コンフィデンスマンJP Blu-ray BOX（2018年9月19日、ポニーキャニオン、PCXC-60085）
- コンフィデンスマンJP DVD-BOX（2018年9月19日、ポニーキャニオン、PCBC-61771）
- コンフィデンスマンJP ロマンス編 豪華版 Blu-ray（2019年12月4日、ポニーキャニオン、PCXC-50151）
- コンフィデンスマンJP ロマンス編 豪華版 DVD（2019年12月4日、ポニーキャニオン、PCBC-52726）
- コンフィデンスマンJP ロマンス編 通常版 Blu-ray（2019年12月4日、ポニーキャニオン、PCXC-50152）
- コンフィデンスマンJP ロマンス編 通常版 DVD（2019年12月4日、ポニーキャニオン、PCBC-52727）
- コンフィデンスマンJP 運勢編 Blu-ray（2020年4月29日、ポニーキャニオン、PCXC-50155）
- コンフィデンスマンJP 運勢編 DVD（2020年4月29日、ポニーキャニオン、PCBC-52747）
- コンフィデンスマンJP プリンセス編 超豪華版 Blu-ray（2020年12月25日、ポニーキャニオン、PCXC-60100）
- コンフィデンスマンJP プリンセス編 豪華版 Blu-ray（2020年12月25日、ポニーキャニオン、PCXC-60101）
- コンフィデンスマンJP プリンセス編 豪華版 DVD（2020年12月25日、ポニーキャニオン、PCBC-61794）
- コンフィデンスマンJP プリンセス編 通常版 Blu-ray（2020年12月25日、ポニーキャニオン、PCXC-50160）
- コンフィデンスマンJP プリンセス編 通常版 DVD（2020年12月25日、ポニーキャニオン、PCBC-52750）

## 海外版

### 韓国
『コンフィデンスマンKR』と題して、古沢良太の脚本をもとにKBS-KDB韓流コンテンツファンドが出資するスタジオ・インビクタスにより日本版と同時製作される。
2025年5月、Amazon.comの韓国法人は同法人による制作としては初めてとなるオリジナル韓国ドラマとして同年9月6日からAmazon Prime Videoとテレビ朝鮮、Coupang Playにて公開することを発表した。全12話を予定している。ダー子のポジションであるユン・イラン役をパク・ミニョンが演じるほか、チュ・ジョンヒョクやパク・ヒスンの起用も明らかにしている。

### 中国
『コンフィデンスマンCN』と題して、古沢良太の脚本をもとに中国の大手製作会社により日本版と同時製作される。